# Válka v Bosně a Hercegovině
Válka v Bosně a Hercegovině (srbochorvatsky Rat u Bosni i Hercegovini / Рат у Босни и Херцеговини) byl mezinárodní ozbrojený konflikt, který probíhal od března roku 1992 do listopadu roku 1995 na území Bosny a Hercegoviny. Válka začala 6. dubna 1992 po řadě dřívějších násilných incidentů a skončila 14. prosince 1995, kdy byly podepsány Daytonské dohody. Hlavními válčícími stranami byly síly Republiky Bosna a Hercegovina, Republiky Herceg-Bosna a Republiky Srbské, přičemž poslední dvě entity byly protostáty vedené a zásobované Chorvatskem a Srbskem.
Válka byla součástí rozpadu Jugoslávie. Po odtržení Slovinska a Chorvatska od Socialistické federativní republiky Jugoslávie v roce 1991 vznikla multietnická Socialistická republika Bosna a Hercegovina, která byla obývána převážně muslimskými Bosňáky (44 %), pravoslavnými Srby (32,5 %) a katolickými Chorvaty (17 %) a 29. února 1992 schválila referendum za nezávislost. Političtí představitelé bosenských Srbů referendum bojkotovali a jeho výsledek odmítli. V očekávání výsledku referenda přijalo Národní shromáždění Republiky srbské v Bosně a Hercegovině dne 28. února 1992 Ústavu Srbské republiky Bosny a Hercegoviny. Po vyhlášení nezávislosti Bosny a Hercegoviny (která získala mezinárodní uznání) a po odstoupení Aliji Izetbegoviće z dříve podepsaného Cutileirova plánu (který navrhoval rozdělení Bosny na etnické kantony), zmobilizovali bosenští Srbové vedení Radovanem Karadžićem a podporovaní vládou Slobodana Miloševiće a Jugoslávskou lidovou armádou (JNA) síly uvnitř Bosny a Hercegoviny, aby zajistily území etnických Srbů. Válka se brzy rozšířila po celé zemi, doprovázená etnickými čistkami.
Konflikt zpočátku probíhal mezi jednotkami jugoslávské armády v Bosně, která se později transformovala na Armádu Republiky srbské (VRS) na jedné straně, a Armádou Republiky Bosna a Hercegovina (ARBiH), složenou převážně z Bosňáků, a chorvatskými silami v Chorvatské radě obrany (HVO) na druhé straně. Napětí mezi Chorvaty a Bosňáky se na konci roku 1992 zvýšilo, což vedlo k eskalaci chorvatsko-bosňácké války na začátku roku 1993. Bosenská válka se vyznačovala lítými boji, nerozlišujícím ostřelováním měst a obcí, etnickými čistkami a systematickým masovým znásilňováním, kterého se dopouštěly především srbské a v menší míře chorvatské a bosenské síly. Události jako obléhání Sarajeva a masakr ve Srebrenici se později staly ikonou konfliktu.
Srbové byli zpočátku vojensky ve výhodě díky zbraním a zdrojům poskytnutým JNA, ale nakonec ztratili na síle, když se Bosňáci a Chorvati spojili proti Republice srbské v roce 1994 s vytvořením Federace Bosny a Hercegoviny po dohodě z Washingtonu. Pákistán ignoroval zákaz OSN týkající se dodávek zbraní a bosenským muslimům letecky přepravil protitankové střely, zatímco po masakrech ve Srebrenici a Markale zasáhlo NATO v roce 1995 operací Rozhodná síla zaměřenou na pozice armády Republiky srbské, což se ukázalo klíčové k ukončení války. Válka skončila po podpisu Všeobecné rámcové dohody o míru v Bosně a Hercegovině v Paříži dne 14. prosince 1995. Mírová jednání se konala v Daytonu ve státě Ohio a byla dokončena 21. listopadu 1995.
Začátkem roku 2008 Mezinárodní trestní tribunál pro bývalou Jugoslávii usvědčil 45 Srbů, dvanáct Chorvatů a čtyři Bosňáky z válečných zločinů v souvislosti s válkou v Bosně. Odhady naznačují, že během války bylo zabito přes 100 000 lidí. válka. Přes 2,2 milionu lidí bylo vysídleno,, čímž se konflikt stal tehdy nejnásilnějším konfliktem v Evropě od konce druhé světové války. Kromě toho bylo znásilněno odhadem 12 000–50 000 žen, zejména srbskými silami, přičemž většina obětí byly ženy z Bosny.

## Chronologie
Střety mezi Bosňáky, Chorvaty a Srby v Bosně začaly koncem února 1992 a „úplné nepřátelství vypuklo 6. dubna“, téhož dne Spojené státy a Evropské hospodářské společenství (EHS) uznaly Bosnu a Hercegovinu. Misha Glenny uvádí datum 22. března, Tom Gallagher uvádí 2. dubna, zatímco Mary Kaldor a Laura Silber a Allan Little udávají 6. dubna. Philip Hammond tvrdí, že nejběžnějším názorem je, že válka začala 6. dubna 1992.
Srbové považují střelbu na sarajevské svatbě 1. března 1992, kdy probíhal druhý den referenda o nezávislosti Bosny a kde byl zabit ženichův otec, za první úmrtí války. Masakr Srbů v Sijekovaci se odehrál 26. března a masakr v Bijeljině (většinou Bosňáků) 1.–2. dubna. Dne 5. dubna, poté, co se demonstranti přiblížili k barikádě, byl srbskými silami zabit demonstrant.
Válku ukončila Všeobecná rámcová dohoda o míru v Bosně a Hercegovině, sjednaná na letecké základně Wright-Patterson v Daytonu ve státě Ohio mezi 1. a 21. listopadem 1995 a podepsaná v Paříži 14. prosince 1995.

## Předválečná situace

### Rozpad Jugoslávie
Válka v Bosně a Hercegovině vznikla v důsledku rozpadu socialistické Jugoslávie. V Jugoslávii se objevila krize v důsledku oslabení konfederačního systému na konci studené války. V Jugoslávii ztratila národní komunistická strana (Svaz komunistů Jugoslávie) ideologickou sílu. Mezitím etnický nacionalismus zažil v 80. letech renesanci po násilí v Kosovu. Zatímco cílem srbských nacionalistů byla centralizace Jugoslávie, ostatní národnosti v Jugoslávii usilovaly o federalizaci a decentralizaci státu.
Bosna a Hercegovina, bývalá osmanská provincie, byla historicky multietnickým státem. Podle sčítání lidu z roku 1991 se 44 % populace považovalo za muslimy (Bosňáky), 32,5 % za Srby a 17 % za Chorvaty, přičemž 6 % se označilo za Jugoslávce.
V březnu 1989 se krize v Jugoslávii prohloubila poté, co byly přijaty dodatky k srbské ústavě umožňující vládě Srbska ovládnout provincie Kosovo a Vojvodina. Do té doby bylo rozhodování Kosova a Vojvodiny nezávislé a každá autonomní provincie měla také hlas na jugoslávské federální úrovni. Srbsko pod nově zvoleným prezidentem Slobodanem Miloševičem získalo kontrolu nad třemi z osmi hlasů v jugoslávském předsednictví. S dodatečnými hlasy z Černé Hory tak Srbsko mohlo výrazně ovlivnit rozhodnutí federální vlády. Tato situace vedla k námitkám ze strany ostatních republik a volání po reformě Jugoslávské federace.
Na 14. mimořádném sjezdu Svazu komunistů Jugoslávie dne 20. ledna 1990 se delegace republik nemohly shodnout na hlavních otázkách, kterým jugoslávská federace čelí. V důsledku toho slovinští a chorvatští delegáti kongres opustili. Slovinská delegace v čele s Milanem Kučanem požadovala demokratické změny a volnější federaci, zatímco srbská delegace v čele s Miloševičem byla proti.
V prvních vícestranných volbách v Bosně a Hercegovině v listopadu 1990 se hlasovalo převážně podle etnického původu, což vedlo k úspěchu bosenské strany demokratické akce (SDA), Srbské demokratické strany (SDS) a Chorvatského demokratického společenství (HDZ BiH).
Strany si rozdělovaly moc podle etnických linií, takže prezidentem předsednictva Socialistické republiky Bosna a Hercegovina byl Bosňák, předsedou parlamentu Srb a ministerským předsedou Chorvat. Separatistické nacionalistické strany dosáhly moci v jiných republikách, včetně Chorvatska a Slovinska.

### Začátek jugoslávských válek

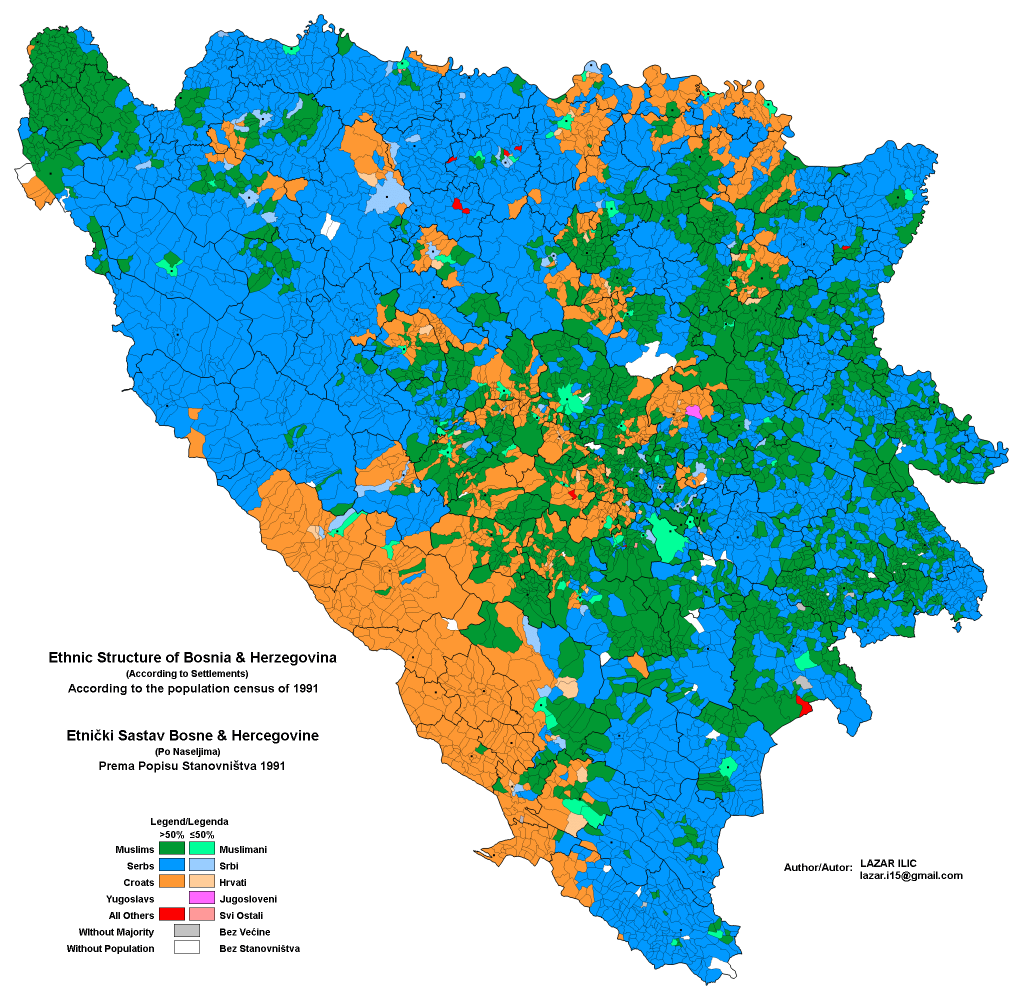
Etnická mapa Bosny a Hercegoviny v roce 1991
Bosňáci
Srbové
Chorvati

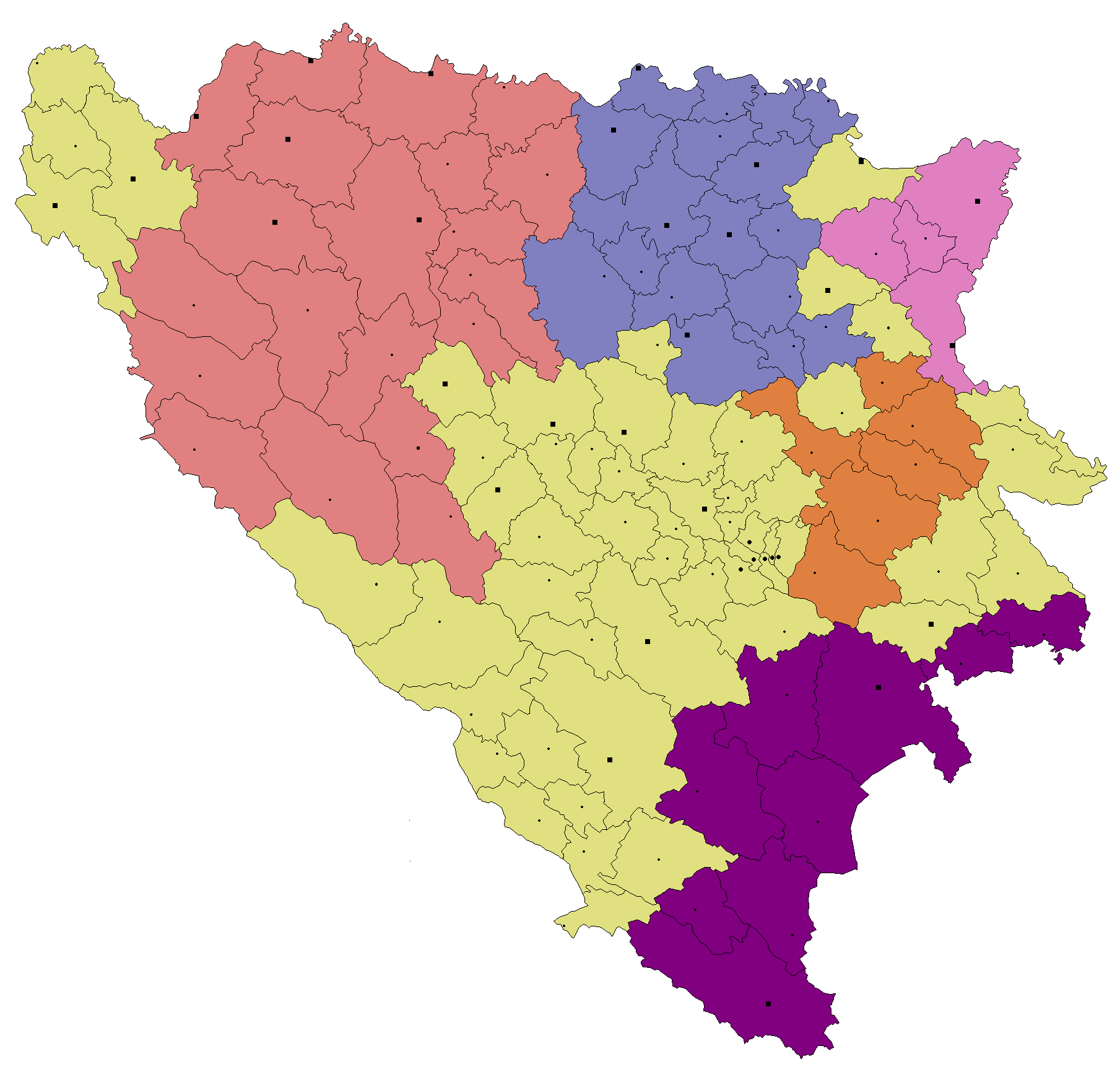
Srbské autonomní oblasti v listopadu 1991

Začátkem roku 1991 se konala setkání vedoucích představitelů šesti jugoslávských republik a dvou autonomních oblastí, aby prodiskutovali probíhající krizi v Jugoslávii. Srbské vedení upřednostňovalo federální řešení, zatímco chorvatské a slovinské vedení upřednostňovalo alianci suverénních států. Bosenský vůdce Alija Izetbegović v únoru navrhl asymetrickou federaci, kde by Slovinsko a Chorvatsko udržely volné vztahy se čtyřmi zbývajícími republikami. Krátce poté změnil svůj postoj a jako předpoklad takové federace zvolil suverénní Bosnu.
Dne 25. března se Franjo Tuđman a srbský prezident Slobodan Milošević sešli v Karađorđevu. Setkání bylo kontroverzní kvůli tvrzením některých jugoslávských politiků, že oba prezidenti souhlasili s rozdělením Bosny a Hercegoviny.
6. června Izetbegović a makedonský prezident Kiro Gligorov navrhli slabou konfederaci mezi Chorvatskem, Slovinskem a federací ostatních čtyř republik. To bylo odmítnuto Miloševićovou administrativou.
25. června 1991 vyhlásily Slovinsko a Chorvatsko nezávislost. Ve Slovinsku následoval ozbrojený konflikt, zatímco střety v oblastech Chorvatska se značným počtem etnických Srbů přerostly v totální válku. Jugoslávská lidová armáda (JNA) opustila snahy o znovuzískání kontroly nad Slovinskem v červenci, zatímco boje v Chorvatsku zesílily, dokud nebylo v lednu 1992 dohodnuto příměří. JNA také zaútočila na Chorvatsko z Bosny a Hercegoviny.
V červenci 1991 zástupci Srbské demokratické strany (SDS), včetně prezidenta SDS Radovana Karadžiće, Muhameda Filipoviće a Adila Zulfikarpašiće z Muslimské bosňácké organizace (MBO), vypracovali dohodu známou jako dohoda Zulfikarpašić–Karadžić. Tím by SR Bosna a Hercegovina zůstala ve státním svazku se SR Srbsko a SR Černá Hora. Dohoda byla vypovězena chorvatskými politickými stranami. Ačkoli zpočátku iniciativu vítala, Izetbegovićova administrativa později dohodu odmítla.
Mezi zářím a listopadem 1991 zorganizovala SDS vytvoření šesti „srbských autonomních oblastí“ (SAO). Bylo to v reakci na kroky Bosňáků směrem k odtržení od Jugoslávie. Podobné kroky podnikli i bosenští Chorvati.
V srpnu 1991 uspořádalo Evropské hospodářské společenství konferenci ve snaze zabránit tomu, aby Bosna a Hercegovina sklouzla do války.
25. září 1991 schválila Rada bezpečnosti OSN rezoluci 713, která uvalila zbrojní embargo na všechna území bývalé Jugoslávie. Embargo mělo malý vliv na JNA a srbské síly. Do té doby se chorvatské síly zmocnily velkého množství zbraní od JNA během bitvy o kasárna. Embargo mělo významný dopad v Bosně a Hercegovině na začátku bosenské války. Srbské síly zdědily výzbroj a výstroj JNA, zatímco chorvatské a bosenské síly získaly zbraně přes Chorvatsko v rozporu s embargem.
19. září 1991 přesunula JNA další jednotky do oblasti kolem města Mostar. Proti tomu protestovala místní vláda. 20. září 1991 JNA přesunula jednotky na frontu u Vukovaru přes Višegradskou oblast severovýchodní Bosny. V reakci na to místní Chorvati a Bosňáci postavili barikády a stanoviště pro kulomety. Zastavili kolonu 60 tanků JNA, ale následující den byli násilím rozprášeni. Více než 1000 lidí muselo z oblasti uprchnout. Tato akce, téměř sedm měsíců před začátkem bosenské války, způsobila první oběti jugoslávských válek v Bosně. V prvních říjnových dnech JNA zaútočila a srovnala se zemí chorvatskou vesnici Ravno ve východní Hercegovině, na cestě k útoku na Dubrovník v jižním Chorvatsku.
Dne 6. října 1991 dal bosenský prezident Alija Izetbegović televizní prohlášení o neutralitě, které obsahovalo prohlášení „to není naše válka“. Mezitím Izetbegović učinil před bosenským parlamentem dne 14. října následující prohlášení týkající se JNA: „Nedělejte nic proti armádě. (...) přítomnost armády je pro nás stabilizujícím faktorem a my tu armádu potřebujeme (...). Až dosud jsme s armádou neměli problémy a nebudeme mít problémy ani později.“
V průběhu roku 1990 vytvářela SDB a skupina vybraných srbských důstojníků Jugoslávské lidové armády (JNA) Plán RAM s cílem organizovat Srby mimo Srbsko, upevnit kontrolu nad začínajícími stranami SDS a rozmístit zbraně a střelivo.
Plán měl připravit rámec pro třetí Jugoslávii, ve které by všichni Srbové na svých územích žili společně ve stejném státě.
Novinář Giuseppe Zaccaria shrnul setkání důstojníků srbské armády v Bělehradě v roce 1992 a uvedl, že přijali explicitní politiku zaměřenou na ženy a děti jako zranitelnou část muslimské náboženské a sociální struktury. Podle některých zdrojů byl plán RAM vytvořen v 80. letech 20. století. Jeho existenci prozradil Ante Marković, předseda vlády Jugoslávie, Chorvat z Bosny a Hercegoviny. Existence a jeho možná realizace znepokojila bosenskou vládu.

### Konečná politická krize
Dne 15. října 1991 parlament Socialistické republiky Bosny a Hercegoviny v Sarajevu schválil prostou většinou „Memorandum o suverenitě Bosny a Hercegoviny“. Memorandum bylo žhavě zpochybněno bosenskosrbskými poslanci parlamentu s argumentem, že dodatek LXX ústavy vyžaduje procedurální záruky a dvoutřetinovou většinu pro takové záležitosti. Memorandum bylo každopádně projednáváno, což vedlo k bojkotu parlamentu ze strany bosenských Srbů a během bojkotu byla legislativa schválena. Srbští členové parlamentu vyhlásili 24. října 1991 Sněmovnu srbského národa Bosny a Hercegoviny (Skupština srpskog naroda Bosne i Hercegovine) a prohlásili, že srbský lid si přeje zůstat v Jugoslávii. Strana demokratické akce (SDA), vedená Alijou Izetbegovićem, byla odhodlána usilovat o nezávislost a byla podporována Evropou a USA. SDS jasně uvedla, že pokud bude vyhlášena nezávislost, Srbové se odtrhnou, protože je to jejich právo na sebeurčení.
Chorvatské demokratické společenství Bosny a Hercegoviny (HDZ BiH) vzniklo jako pobočka vládnoucí strany v Chorvatsku, Chorvatského demokratického společenství (HDZ). Zatímco to volalo po nezávislosti země, vznikl ve straně s některými členy rozkol obhajovat oddělení oblastí s chorvatskou většinou. V listopadu 1991 chorvatské vedení zorganizovalo autonomní společenství v oblastech s chorvatskou většinou. 12. listopadu 1991 byla v Bosanském Brodě založena Chorvatské společenství bosenské Posaviny. Pokrývalo osm obcí v severní Bosně. Dne 18. listopadu 1991 bylo v Mostaru založeno Chorvatské společenství Herceg-Bosna (Hrvatska zajednica Herceg-Bosna), politická, ekonomická, kulturní a geografická autonomie na Bosně a Hercegovině. Jejím prezidentem byl zvolen Mate Boban. Její zakládající dokument řekl: „Společenství bude respektovat demokraticky zvolenou vládu Republiky Bosna a Hercegovina, dokud bude existovat státní nezávislost Bosny a Hercegoviny ve vztahu k bývalé nebo jakékoli jiné Jugoslávii.“
Paměti Borisava Joviće ukazují, že 5. prosince 1991 Slobodan Milošević nařídil reorganizaci jednotek JNA v Bosně a Hercegovině a stažení její nebosenské posádky pro případ, že by uznání vedlo k vnímání JNA jako cizí síly; Bosenští Srbové by zůstali, aby tvořili jádro bosenskosrbské armády. V souladu s tím bylo do konce měsíce pouze 10–15 % personálu JNA v Bosně a Hercegovině ze zemí mimo republiku. Silber a Little poznamenávají, že Milošević tajně nařídil, aby byli všichni bosenští vojáci JNA převezeni do BaH. Jovićovy paměti naznačují, že Milošević plánoval útok na Bosnu s velkým předstihem.
9. ledna 1992 vyhlásili bosenští Srbové „Republiku srbského lidu v Bosně a Hercegovině“ (Republika srpskog naroda Bosne i Hercegovine, SR BiH, později Republika srbská), ale oficiálně nezávislost nevyhlásili. Arbitrážní komise Mírové konference o Jugoslávii ve svém Stanovisku č. 4 k Bosně a Hercegovině z 11. ledna 1992 uvedla, že nezávislost Bosny a Hercegoviny by neměla být uznána, protože v zemi dosud referendum o nezávislosti neproběhlo.
25. ledna 1992, hodinu po přerušeném zasedání parlamentu, parlament vyhlásil referendum o nezávislosti na 29. února a 1. března. Debata skončila poté, co se srbští poslanci stáhli poté, co většina bosňácko-chorvatských delegátů odmítla návrh, aby byla otázka referenda předložena dosud neustanovené Radě národní rovnosti. Návrh referenda byl přijat v podobě, jak jej navrhli muslimští poslanci za nepřítomnosti členů SDS. Jak poznamenávají Burg a Shoup, „rozhodnutí postavilo bosenskou vládu a Srby do kolizního kurzu“. Nadcházející referendum vyvolalo v únoru mezinárodní znepokojení.

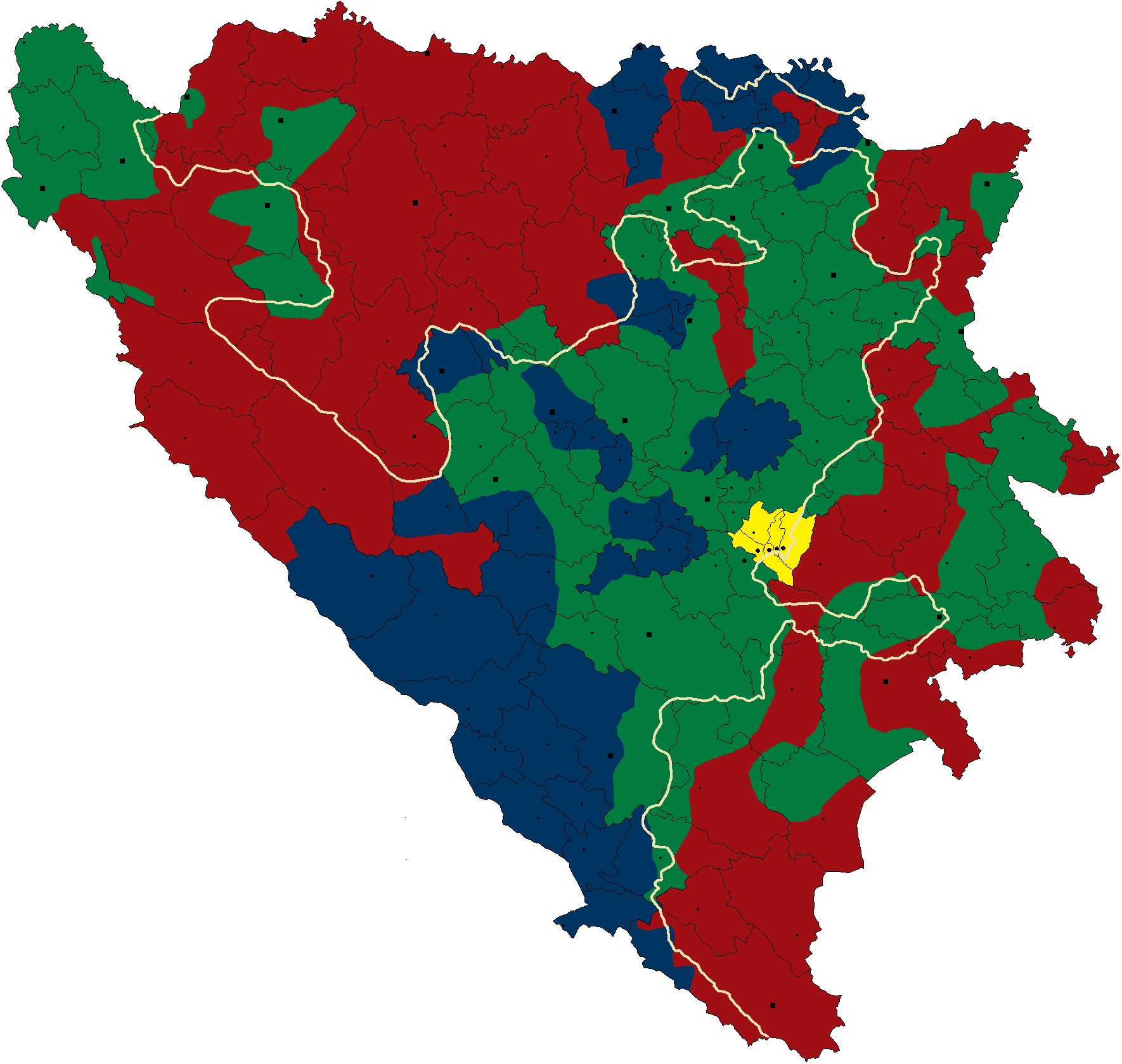
Carrington-Cutileirův plán: Srbské kantony jsou zobrazeny červeně, bosenské kantony zeleně, chorvatské kantony modře

Chorvatská válka vyústila v rezoluci Rady bezpečnosti OSN 743 dne 21. února 1992, která vytvořila Ochranné síly OSN (UNPROFOR).
Během jednání v Lisabonu ve dnech 21.–22. února představil prostředník EK José Cutileiro mírový plán, který navrhoval rozdělení nezávislého státu Bosna na tři základní jednotky. Dohoda byla vypovězena bosňáckým vedením dne 25. února. 28. února 1992 Ústava SR BiH prohlásila, že území této republiky zahrnuje „území srbských autonomních oblastí a okresů a dalších srbských etnických jednotek v Bosně a Hercegovině, včetně regionů, ve kterých srbský národ zůstal v menšině kvůli genocidě vedené proti němu ve 2. světové válce“ a bylo prohlášena za součást Jugoslávie.
Členové shromáždění bosenských Srbů Srbům doporučili, aby bojkotovali referenda konaná ve dnech 29. února a 1. března 1992. Účast v referendech byla hlášena jako 63,7 %, přičemž 92,7 % voličů hlasovalo pro nezávislost (což znamená, že bosenští Srbové, kteří tvořili přibližně 34 % populace z velké části referendum bojkotovali). Srbské politické vedení využilo referenda jako záminku k tomu, aby na protest postavilo zátarasy. Nezávislost byla formálně vyhlášena bosenským parlamentem dne 3. března 1992.

### Carrington-Cutileirův plán
Hrozba války v zemi si vynutila zasedání Evropského společenství a dalších států v září 1991. Carrington-Cutileirův plán byl pojmenovaný podle jeho tvůrců – lorda Petera Carringtona a portugalského velvyslance José Cutileira. Plán spočíval v rozdělení území podle majoritních etnik na všech úrovních správy. Nejprve byl plán přijat všemi třemi stranami, ale nakonec prezident Bosny a Hercegoviny, Bosňan Alija Izetbegović, od plánu ustoupil a jednání tak ztroskotala.

### Nepokoje v březnu 1992
Během referenda 1. března bylo Sarajevo tiché, kromě střelby na srbskou svatbu. Mávání srbskými vlajkami v Baščaršiji považovali muslimové v den referenda za záměrnou provokaci. Nikola Gardović, otec ženicha, byl zabit a srbský pravoslavný kněz byl zraněn. Svědci identifikovali vraha jako Ramize Delaliće, známého také jako „Ćelo“, menšího gangstera, který se od pádu komunismu stával čím dál drzejším zločincem a bylo také uvedeno, že byl členem bosenské polovojenské skupiny „Zelené barety“. Byly na něj a dalšího podezřelého útočníka vydány zatykače. SDS zabití odsoudila a tvrdila, že jeho nezatčení bylo způsobeno SDA nebo spoluúčastí bosenské vlády. Mluvčí SDS uvedl, že jde o důkaz, že Srbové jsou ve smrtelném nebezpečí a v nezávislé Bosně v něm budou ještě dále, což odmítl Sefer Halilović, zakladatel Vlastenecké ligy, který prohlásil, že nešlo o svatbu, ale o provokaci a obvinil svatební hosty jako aktivisty SDS. Následujícího časného rána se na klíčových tranzitních bodech napříč městem objevily barikády a byly obsazeny ozbrojenými a maskovanými příznivci SDS.
Po vyhlášení nezávislosti Bosny a Hercegoviny na Jugoslávii 3. března 1992 mezi Srby a vládními silami po celém území vypukly sporadické boje.
18. března 1992 podepsaly Lisabonskou dohodu všechny tři strany: Alija Izetbegović za Bosňáky, Radovan Karadžić za Srby a Mate Boban za Chorvaty. 28. března 1992 však Izetbegović po schůzce s tehdejším americkým velvyslancem v Jugoslávii Warrenem Zimmermannem v Sarajevu svůj podpis stáhl a deklaroval svůj nesouhlas s jakýmkoliv typem etnického rozdělení Bosny.
Co bylo řečeno a kým, zůstává nejasné. Zimmerman popírá, že by Izetbegovičovi řekl, že pokud svůj podpis stáhne, Spojené státy uznají Bosnu za nezávislý stát. Nesporné je, že Izetbegovič tentýž den svůj podpis stáhl a od smlouvy odstoupil.

Koncem března 1992 došlo v Bosanském Brodě a jeho okolí k bojům mezi Srby a spojenými chorvatskými a bosenskými silami, což mělo za následek zabití srbských vesničanů v Sijekovaci. Srbské polovojenské jednotky spáchaly 1.–2. dubna 1992 masakr v Bijeljině, jehož oběťmi byli většinou Bosňáci.

## Frakce
V bosenské válce byly tři frakce:
- bosenská (hlavně etničtí Bosňáci), loajální k Republice Bosna a Hercegovina
- chorvatská, loajální k Chorvatské republice Herceg-Bosna a Chorvatsku
- srbská (nebo jugoslávská), loajální k Republice srbské a SR Jugoslávii

Tyto tři etnické skupiny převážně podporovaly svou příslušnou etnickou nebo národnostní frakci: Bosňáci hlavně ARBiH, Chorvati HVO a Srbové VRS. V každé frakci byli zahraniční dobrovolníci.

### Bosenská

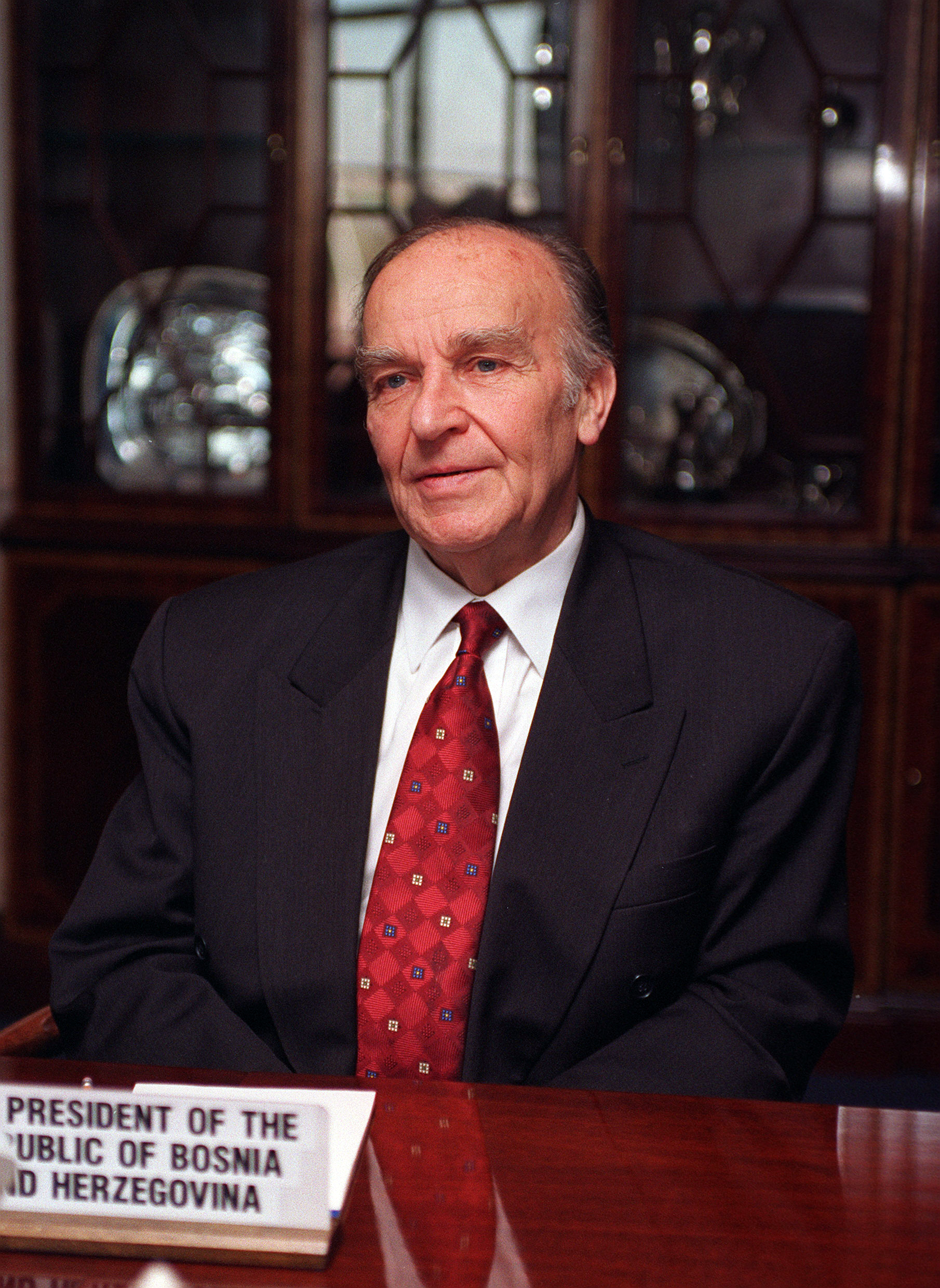
Alija Izetbegović během své návštěvy Spojených států v roce 1997

Bosňáné se organizovali hlavně do Armády Republiky Bosna a Hercegovina (Armija Republike Bosne i Hercegovine, ARBiH) jako ozbrojené síly Republiky Bosna a Hercegovina. Síly Republiky Bosna a Hercegovina byly rozděleny do pěti sborů. 1. sbor operoval v oblasti Sarajeva a Goražde, zatímco silnější 5. sbor byl umístěn v západní kapse Bosenské Krajiny, který spolupracoval s jednotkami HVO v Bihaći a okolí. Bosenské vládní síly byly špatně vybavené a na válku nepřipravené.
Sefer Halilović, náčelník štábu bosenské územní obrany, v červnu 1992 tvrdil, že jeho síly jsou ze 70 % muslimové, 18 % Chorvati a 12 % Srbové. Procento srbských a chorvatských vojáků v bosenské armádě bylo zvláště vysoké v Sarajevu, Mostaru a Tuzle. Zástupcem velitele velitelství bosenské armády byl generál Jovan Divjak, nejvýše postavený etnický Srb v bosenské armádě. Generál Stjepan Šiber, etnický Chorvat, byl druhým zástupcem velitele. Izetbegović také jmenoval plukovníka Blaže Kraljeviće, velitele chorvatských obranných sil v Hercegovině, členem velitelství bosenské armády, sedm dní před zavražděním Kraljeviće, za účelem sestavení multietnické probosenské obranné fronty. Tato rozmanitost se v průběhu války snížila.
Bosenská vláda lobovala za zrušení zbrojního embarga, ale proti tomu se postavilo Spojené království, Francie a Rusko. Návrhy USA na provádění této politiky byly známé jako Lift and strike. Americký Kongres přijal dvě rezoluce požadující zrušení embarga, ale obě byly vetovány prezidentem Billem Clintonem ze strachu z vytvoření roztržky mezi USA a výše uvedenými zeměmi. Nicméně Spojené státy používaly jak „černá“ transportní letadla C-130, tak zpětné kanály, včetně islamistických skupin, k pašování zbraní bosenskomuslimským silám, stejně jako umožnily Íránu dodat zbraně přes Chorvatsko do Bosny. Ve světle rozšířeného odporu NATO vůči americkým (a možná tureckým) snahám o koordinaci „černých tuzlanských letů“ však Spojené království a Norsko vyjádřily nesouhlas s těmito opatřeními a jejich kontraproduktivními účinky na prosazování zbrojního embarga NATO.
V letech 1992–1995 pákistánská Inter-Services Intelligence tajně dodávala muslimským bojovníkům zbraně, munici a protitankové řízené střely, aby jim dala šanci proti Srbům. Pákistán tak vzdoroval zbrojnímu embargu OSN. Generál Javed Nasir později tvrdil, že ISI letecky přepravila protitankové řízené střely do Bosny, což nakonec zvrátilo vývoj ve prospěch bosenských muslimů a donutilo Srby zrušit obléhání.
Historik a autor Taylor Branch, přítel amerického prezidenta Billa Clintona, ve své knize The Clinton Tapes: Wrestling History with the President z roku 2009 zveřejnil více než 70 zaznamenaných setkání s prezidentem během jeho prezidentství v letech 1993 až 2001. Podle relace natočené dne 14. října 1993 se uvádí, že:
Clinton uvedl, že američtí spojenci v Evropě zablokovali návrhy na úpravu nebo zrušení embarga. Svůj odpor odůvodňovali věrohodnými humanitárními důvody a tvrdili, že více zbraní by jen podpořilo krveprolití, ale soukromě, řekl prezident, klíčoví spojenci namítali, že nezávislá Bosna by byla „nepřirozená“ jako jediný muslimský národ v Evropě. Řekl, že upřednostňují embargo právě proto, že blokuje Bosnu v nevýhodě. [..] Když jsem vyjádřil šok nad takovým cynismem, připomínajícím diplomacii se slepýma očima ohledně strádání evropských Židů během druhé světové války, prezident Clinton jen pokrčil rameny. Řekl, že francouzský prezident François Mitterrand byl obzvláště strohý, když řekl, že na Bosně nazáleží, a že britští představitelé také hovořili o bolestivé, ale realistické obnově křesťanské Evropy. Proti Británii a Francii, řekl, německý kancléř Helmut Kohl podporoval mimo jiné kroky k přehodnocení zbrojního embarga OSN, ale částečně selhal proto, že Německo nedrželo místo v Radě bezpečnosti OSN.
Taylor Branch, The Clinton Tapes: Wrestling History with the President

### Chorvatská
Chorvati začali organizovat své vojenské síly na konci roku 1991. 8. dubna 1992 byla založena Chorvatská rada obrany (Hrvatsko vijeće obrane, HVO) jako „nejvyšší orgán chorvatské obrany v Hercegovině-Bosně“. HVO byla organizována ve čtyřech operačních zónách se sídlem v Mostaru, Tomislavgradu, Vitezu a Orašje. V únoru 1993 odhadl hlavní štáb HVO sílu HVO na 34 080 důstojníků a vojáků. Jeho výzbroj zahrnovala kolem 50 hlavních bojových tanků, především T-34 a T-55, a 500 různých dělostřeleckých zbraní.
Na začátku války pomohla chorvatská vláda vyzbrojit chorvatské i bosenské síly. Pro nábor vojáků pro ARBiH byla zřízena logistická centra v Záhřebu a Rijece. Chorvatská národní garda (Zbor Narodne Garde, ZNG), později oficiálně přejmenovaná na Chorvatskou armádu (Hrvatska vojska, HV), se angažovala v bosenské Posavině, Hercegovině a Západní Bosně proti srbským silám. Během chorvatsko-bosňácké války poskytla chorvatská vláda zbraně pro HVO a zorganizovala vysílání jednotek dobrovolníků pocházejících z Bosny a Hercegoviny do HVO.
Chorvatské obranné síly (HOS), polovojenské křídlo Chorvatské strany práv, bojovaly proti srbským silám společně s HVO a ARBiH. HOS byla rozpuštěna krátce po smrti jejich velitele Blaže Kraljeviće a začleněna do HVO a ARBiH.

### Srbská
Armáda Republiky srbské (Vojska Republike Srpske, VRS) vznikly 12. května 1992. Byla loajální k Republice srbské, části Bosny obývané Srby, která si nepřála odtrhnout se od Jugoslávie. Politický vůdce bosenských Srbů Radovan Karadžić prohlásil: „Naším optimem je Velké Srbsko, a pokud ne, pak Federální Jugoslávie“.
Srbsko poskytlo VRS logistickou podporu, finance a zásoby. Bosenští Srbové tvořili podstatnou část důstojnického sboru JNA. Milošević spoléhal na to, že válku bosenští Srbové vyhrají sami. Většina velitelského řetězce, zbraní a vyššího vojenského personálu, včetně generála Ratka Mladiće, pocházela z JNA.

### Polovojenské a dobrovolnické jednotky
Během bosenské války zde operovaly různé polovojenské jednotky: Srbští „Bílí orli“ (Beli orlovi) a „Srbská dobrovolnická garda“ (Srpska Dobrovoljačka Garda), známá také jako „Arkanovi tygři“; bosenská „Vlastenecká liga“ (Patriotska liga) a „Zelené barety“ (Zelene beretke); a chorvatské „Chorvatské obranné síly“ (Hrvatske Obrambene Snage) atd. Srbské a chorvatské polovojenské jednotky zahrnovaly dobrovolníky ze Srbska a Chorvatska a byly podporovány nacionalistickými politickými stranami v těchto zemích.
Válka přilákala i zahraniční bojovníky a žoldáky z různých zemí. Dobrovolníci přišli bojovat z různých důvodů, včetně náboženské nebo etnické loajality a v některých případech za peníze. Obecně platí, že Bosňáci dostávali podporu z islámských zemí, Srbové z pravoslavných zemí a Chorvati z katolických zemí. Přítomnost zahraničních bojovníků je dobře zdokumentována, nicméně žádná z těchto skupin netvořila více než 5 procent celkové lidské síly příslušné armády.
Bosenští Srbové získali podporu od křesťanských slovanských bojovníků z různých zemí východní Evropy, včetně dobrovolníků z jiných pravoslavných křesťanských zemí. Mezi ně patřily stovky Rusů, kolem 100 Řeků a několika Ukrajinců a Rumunů. Někteří odhadují až 1000 takových dobrovolníků. Řečtí dobrovolníci z řecké dobrovolnické gardy se údajně účastnili masakru ve Srebrenici, kdy byla ve Srebrenici vztyčena řecká vlajka, když město padlo do srbských rukou.
Někteří jednotlivci z jiných evropských zemí se dobrovolně přihlásili k boji za chorvatskou stranu, včetně neonacistů, jako Jackie Arklöv, který byl po svém návratu do Švédska obviněn z válečných zločinů. Později se přiznal, že spáchal válečné zločiny na bosenských muslimských civilistech v táborech Heliodrom a Dretelj jako člen chorvatských sil.
Bosňáci získali podporu od muslimských skupin. Pákistán Bosnu podporoval a zároveň poskytoval technickou a vojenskou podporu. Pákistánská Inter-Services Intelligence (ISI) údajně provozovala aktivní vojenský zpravodajský program během bosenské války, která začala v roce 1992 a trvala až do roku 1995. Pod dohledem pákistánského generála Javeda Nasira program poskytoval logistiku a dodávky munice různým skupinám bosenských mudžahedínů během války. Podle britského historika Marka Curtise byl bosenský kontingent ISI organizován s finanční pomocí Saúdské Arábie.
Podle The Washington Post poskytla Saúdská Arábie vládním silám v Bosně zbraně ve výši 300 milionů dolarů s vědomím a tichou spoluprací Spojených států, což američtí představitelé popřeli. Zahraniční muslimští bojovníci se také připojili k řadám bosenských muslimů, mimo jiné z libanonské partyzánské organizace Hizballáh a globální organizace al-Káida.

## Předehra
Během války v Chorvatsku do Bosny proudily zbraně. JNA vyzbrojila bosenské Srby a chorvatské obranné síly vyzbrojily hercegovské Chorvaty. Bosenské muslimské zelené barety byly založeny již na podzim roku 1991 a v únoru 1992 vypracovaly plán obrany. Odhadovalo se, že 250–300 000 Bosňanů bylo ozbrojeno a že asi 10 000 bojovalo v Chorvatsku. V březnu 1992 si okolo tří čtvrtin země nárokovali srbští a chorvatští nacionalisté. 4. dubna 1992 nařídil Izetbegović všem záložníkům a policii v Sarajevu, aby se zmobilizovali, a SDS vyzvala k evakuaci městských Srbů, což znamenalo „definitivní roztržku mezi bosenskou vládou a Srby“. Bosna a Hercegovina získala mezinárodní uznání 6. dubna 1992. Nejběžnější názor je, že válka začala tento den.

## Průběh války

### 1992

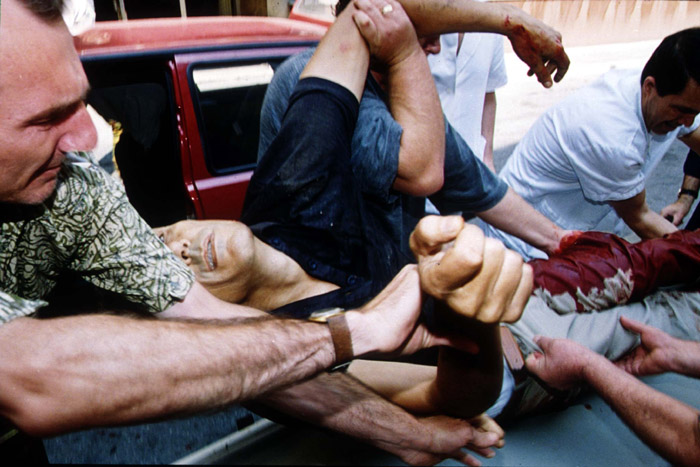
Oběť minometného útoku dopravená do Sarajevské nemocnice v roce 1992

Válka v Bosně eskalovala v dubnu. 3. dubna začala bitva o Kupres mezi JNA a spojenými silami HV-HVO, která skončila vítězstvím JNA. 6. dubna začaly srbské síly ostřelovat Sarajevo a v dalších dvou dnech překročily Drinu z vlastního Srbska a oblehly většinou muslimský Zvornik, Višegrad a Foču. Podle Mezinárodního trestního tribunálu pro bývalou Jugoslávii v roce 1992, po dobytí Zvorniku, zabily bosenskosrbské jednotky několik stovek muslimů a desetitisíce donutily k útěku z oblasti. Celá Bosna byla v polovině dubna zachvácena válkou. 23. dubna JNA evakuovala svůj personál vrtulníkem z kasáren v Čapljině, která byla od 4. března blokována. Existovaly určité snahy o zastavení násilí. 27. dubna bosenská vláda nařídila, aby byla JNA podřízena civilní kontrole nebo byla vypovězena, po čemž na začátku května mezi nimi následovala řada konfliktů. Prijedor Srbové převzali 30. dubna. 2. května Zelené barety a místní členové gangu odvrátili neorganizovaný srbský útok, jehož cílem bylo rozdělit Sarajevo na dvě části. 3. května byl Izetbegović na sarajevském letišti unesen důstojníky JNA a použit k získání bezpečného průchodu jednotek JNA z centra Sarajeva. Bosenské síly však na odjíždějící konvoj JNA zaútočily, což rozhořčilo všechny strany. 18. května bylo podepsáno příměří a dohoda o evakuaci JNA a 20. května vyhlásilo bosenské předsednictví JNA okupační silou.
V nové fázi války byla nově zřízena vojska Republiky srbské a podřízena velení generála Ratka Mladiće. Ostřelování Sarajeva ve dnech 24., 26., 28. a 29. května připsal generální tajemník OSN Butrus Butrus-Ghálí Mladićovi. Civilní ztráty při ostřelování města z 27. května vedly k zásahu Západu ve formě sankcí uvalených 30. května prostřednictvím rezoluce Rady bezpečnosti OSN 757. Téhož dne bosenské síly zaútočily na kasárna JNA ve městě, po čemž následovalo těžké ostřelování. 5. a 6. června opustil poslední personál JNA město během těžkých pouličních bojů a ostřelování. Příměří ze dne 20. června, které bylo vykonáno, aby OSN převzalo sarajevské letiště pro humanitární lety, bylo porušeno, když obě strany bojovaly o kontrolu nad územím mezi městem a letištěm. Letištní krize vedla 26. června k Butrus-Ghálího ultimátu, že Srbové zastaví útoky na město, umožní OSN převzít kontrolu nad letištěm a umístit své těžké zbraně pod dohled OSN. Mezitím média informovala, že Bush zvažoval použití síly v Bosně. Světové veřejné mínění bylo „rozhodně a trvale proti Srbům“ po zprávách médií o odstřelování a ostřelování Sarajeva.

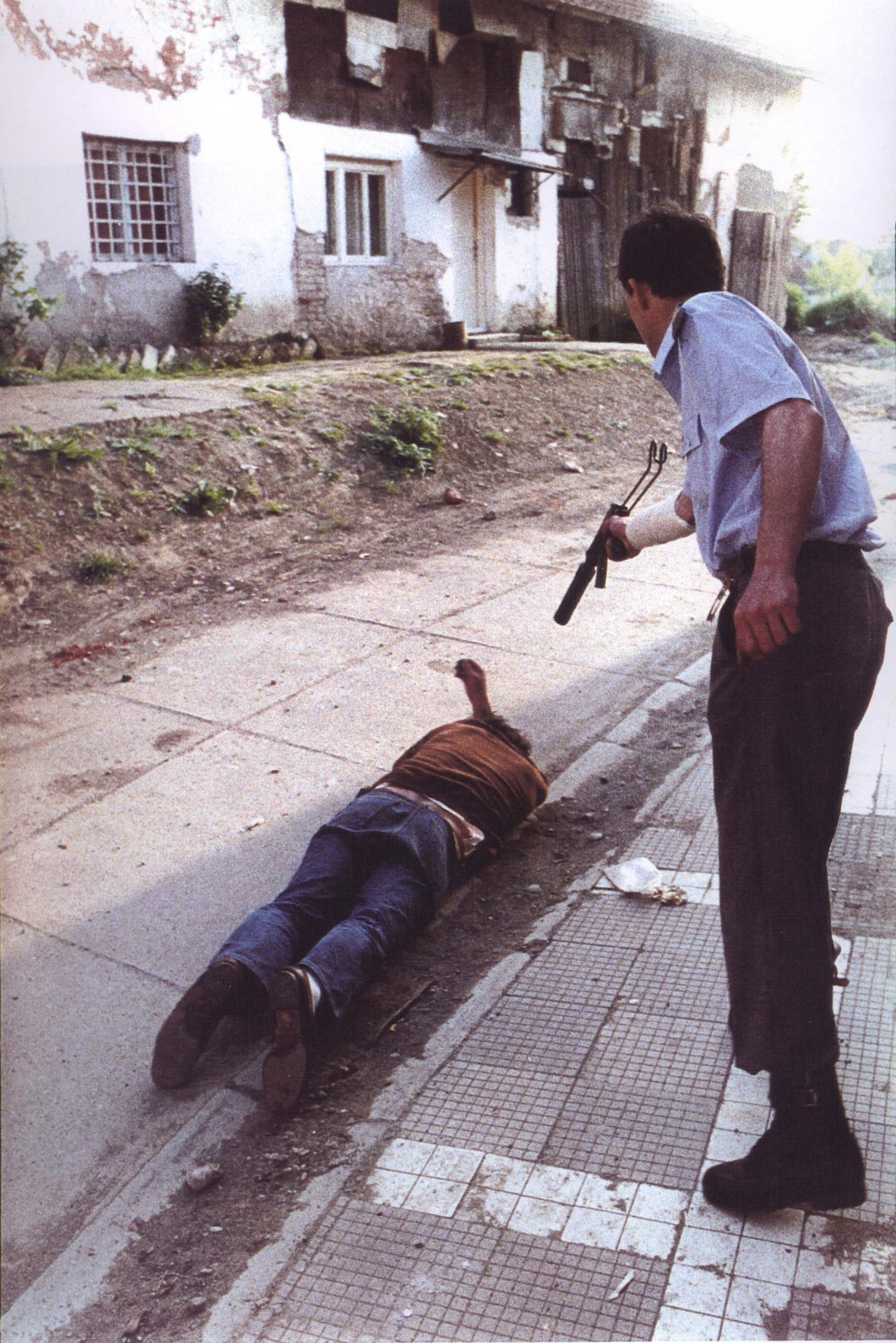
Goran Jelisić při popravě bosenského muslima v Brčku roku 1992

Mimo Sarajevo se úspěchy bojovníků v roce 1992 značně lišily. Srbové se zmocnili většinou muslimských měst podél řek Driny a Sávy a během několika měsíců vyhnali své muslimské obyvatelstvo. Společná ofenziva mezi Bosnou a HVO v květnu, která využila zmatku po stažení JNA, zvrátila postup Srbů do Posáví a centrální Bosny. Ofenzíva pokračovala na jih, obležen byl Doboj, čímž byly srbské síly odříznuty v bosenské krajině od Semberije a Srbska. V polovině května byla Srebrenica znovu dobyta bosenskými silami pod velením Nasera Oriće. Srbské síly utrpěly nákladnou porážku ve východní Bosně v květnu, když podle srbských zpráv byly jednotky Avda Paliće přepadeny poblíž Srebrenice a přišly o 400 lidí. Od května do srpna bylo Goražde obléháno VRS, dokud nebylo 1. září obležení prolomeno ARBiH. V dubnu 1992 vstoupila Chorvatská rada obrany (HVO) do města Orašje a podle chorvatských zdrojů zahájila masovou kampaň pronásledování místních srbských civilistů, včetně mučení, znásilňování a vražd.
15. května 1992 byla v Tuzle přepadena kolona JNA. 92. motorizovaná brigáda JNA (umístěná v kasárnách „Husinska buna“ v Tuzle) obdržela rozkaz opustit město a Bosnu a Hercegovinu a vstoupit do Srbska. S bosenskou vládou byla uzavřena dohoda, že jednotkám JNA bude dovoleno do 19. května pokojně opustit Bosnu. Navzdory dohodě byl konvoj napaden v tuzlanské čtvrti Brčanska Malta puškami a raketomety; podél jeho trasy byly také umístěny miny. 52 vojáků JNA bylo zabito a přes 40 bylo zraněno, většinou etnických Srbů.
Republika Bosna a Hercegovina byla přijata za členský stát Organizace spojených národů 22. května 1992.
Světovým veřejným míněním otřásla existence koncentračních táborů zřízených Jugoslávskou lidovou armádou (JNA) a úřady Republiky srbské (RS), kde byly zadržovány, mučeny a zabity tisíce bosenských Muslimů a chorvatských civilistů. Po okupaci Prijedorské oblasti byli četní muslimští civilisté zajati a transportováni do táborů jako Omarska, Trnopolje, Keraterm, Manjača, kde snášeli měsíce nelidského zacházení a mučení. V tomo období bylo zabito nebo zmizelo značné množství lidí, což byl nejtěžší zločin ve válce až do genocidy ve Srebrenici o tři roky později. Kromě nich byly v rámci etnických čistek po celé Bosně zřízeny četné další tábory pro nesrbské obyvatelstvo, včetně Luky, Liplje, Batkoviće, Sušice, Uzamnice a také tábory pro znásilňování žen ve Foči a Višegradu. Bosňáci a Chorvati zřizovali tábory také, s podstatně méně vězni. ICTY odsoudil asi dvacet jedinců za zločiny spáchané v těchto táborech.

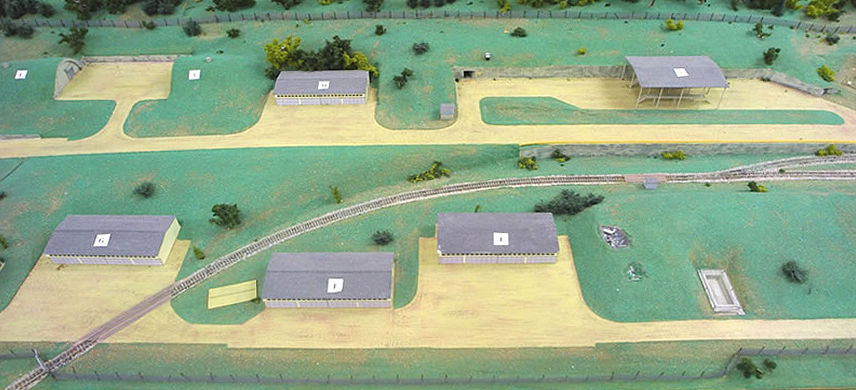
Model tábora Čelebići poblíž města Konjic prezentovaný jako důkaz v případu Mucić a další

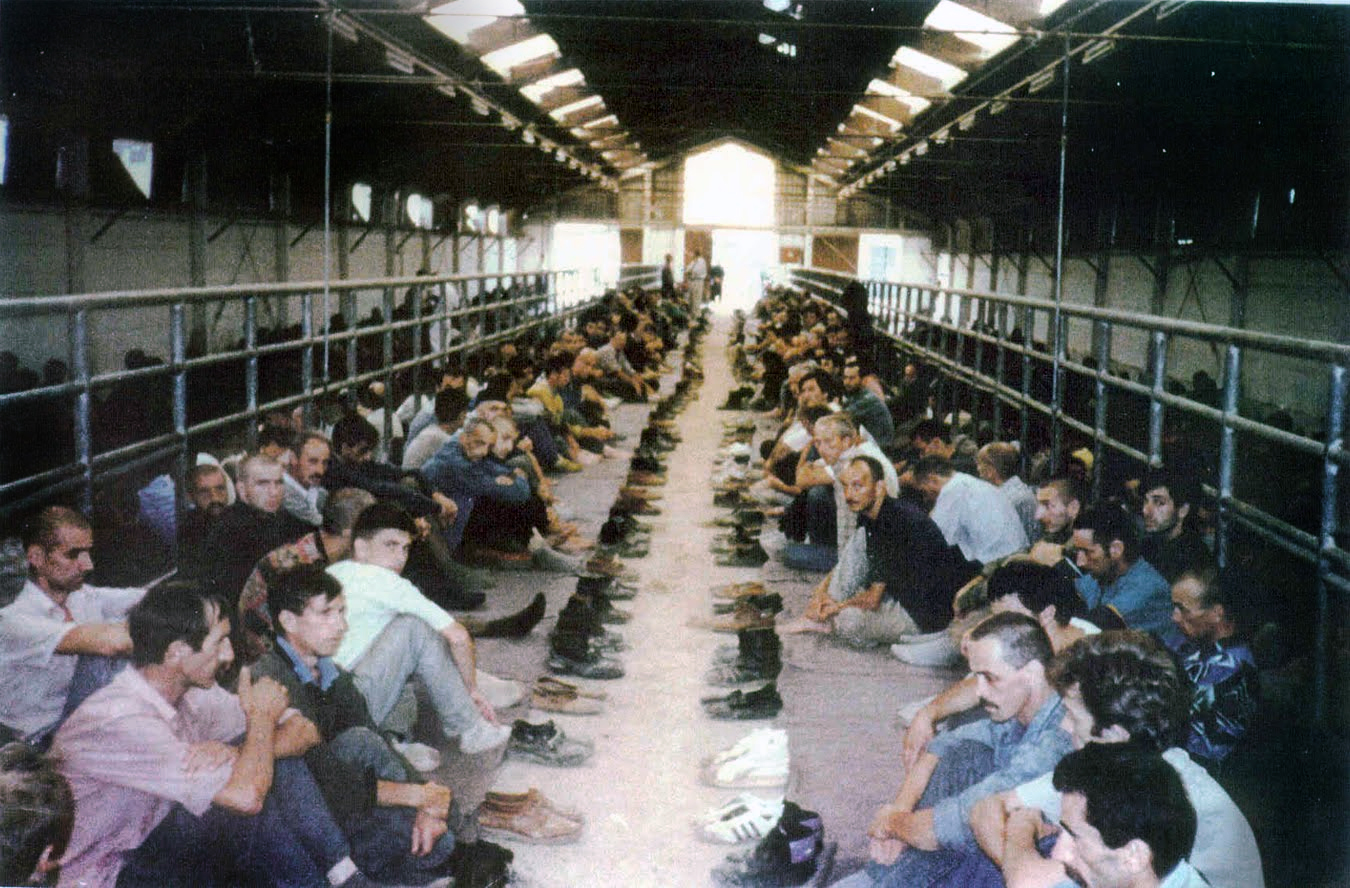
Bosenští civilisté zadržovaní táboře Manjača převážně z oblasti Prijedoru.

Od května do prosince 1992 bosenské ministerstvo vnitra (BiH MUP), Chorvatská rada obrany (HVO) a později Bosenské síly teritoriální obrany (TO RBiH) provozovaly zajatecký tábor Čelebići. Byli zde drženi bosenskosrbští váleční zajatci, z nichž mnozí byli starci, zatčení během vojenských operací, které měly v květnu 1992 odblokovat cesty do Sarajeva a Mostaru, které byly dříve blokovány srbskými silami. Ze 700 vězňů nejméně 13 v zajetí zemřelo. Zadržení v táboře byli vystaveni mučení, sexuálním útokům, bití a jinak krutému a nelidskému zacházení. Někteří vězni byli zastřeleni nebo ubiti k smrti.
6. května 1992 se Mate Boban v rakouském Grazu setkal s Radovanem Karadžićem, kde dosáhli dohody o příměří a projednali podrobnosti o demarkaci mezi chorvatskou a srbskou územní jednotkou v Bosně a Hercegovině. Příměří však bylo následujícího dne porušeno. Jednotky JNA a bosenských Srbů zahájily útok na pozice v Mostaru držené Chorvaty. V červnu 1992 zaútočily bosenskosrbské síly na malou bosenskou vesnici Žepa a zaútočily na ni, což vedlo k tříletému obléhání Žepy.
Do června 1992 dosáhl počet uprchlíků a vnitřně vysídlených osob 2,6 milionu. Do září 1992 Chorvatsko přijalo 335 985 uprchlíků z Bosny a Hercegoviny, většinou bosňáckých civilistů (kromě mužů v branném věku). Velký počet uprchlíků výrazně zatěžoval chorvatskou ekonomiku a infrastrukturu. Americký velvyslanec v Chorvatsku Peter Galbraith se pak pokusil uvést počet muslimských uprchlíků v Chorvatsku do správné perspektivy v rozhovoru z 8. listopadu 1993. Řekl, že situace by se rovnala tomu, že Spojené státy přijmou 30 000 000 uprchlíků. Počet bosenských uprchlíků v Chorvatsku byl v té době překonán pouze počtem vnitřně vysídlených osob v samotné Bosně a Hercegovině, a to 588 000. Srbsko přijalo 252 130 uprchlíků z Bosny, zatímco ostatní bývalé jugoslávské republiky přijaly celkem 148 657 lidí.

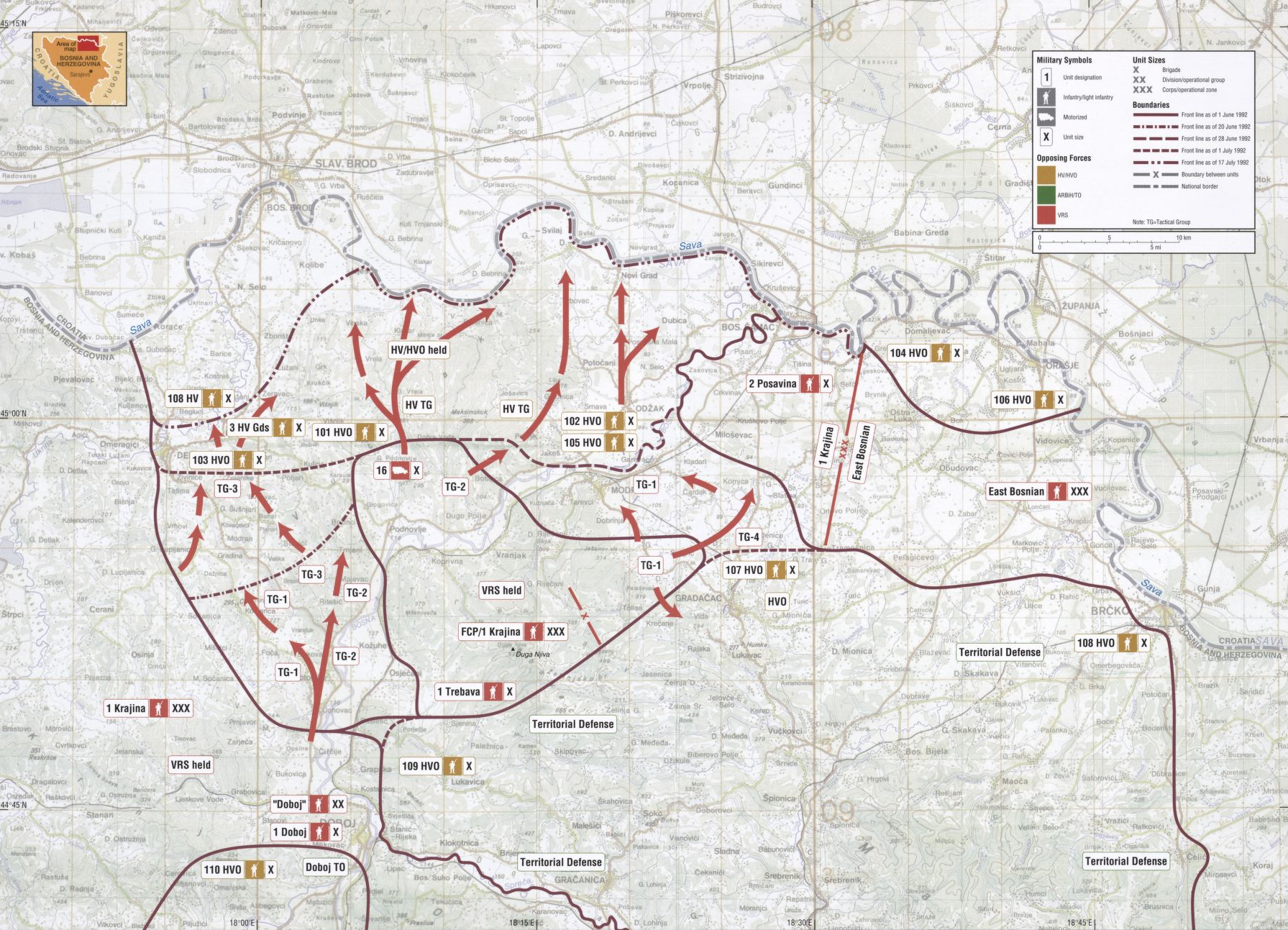
Mapa Operace Koridor 92, boje mezi VRS a HV-HVO

V červnu 1992 zahájili bosenští Srbové operaci Koridor v severní Bosně proti silám HV-HVO, aby zajistili otevřenou cestu mezi Bělehradem, Banja Lukou a Kninem. Hlášená úmrtí dvanácti novorozenců v nemocnici Banja Luce kvůli nedostatku kyslíku v lahvích pro inkubátory byla uvedena jako bezprostřední příčina akce, ale pravdivost těchto úmrtí byla od té doby zpochybňována. Borisav Jović, tehdejší vysoce postavený srbský úředník a člen jugoslávského předsednictva, tvrdil, že zpráva byla jen válečnou propagandou a uvedl, že Banja Luka měla ve svém bezprostředním okolí dvě továrny na výrobu kyslíku v lahvích a byla v tomto ohledu prakticky soběstačná. Operace Koridor začala 14. června 1992, kdy 16. krajinská motorizovaná brigáda VRS s pomocí tankové roty VRS z Doboje zahájila ofenzívu u Derventy. VRS dobyla Modriču 28. června, Derventu 4.–5. července a Odžak 12. července. Síly HV-HVO byly redukovány na izolované pozice kolem Bosanského Brodu a Orašje, které se udržely během srpna a září. VRS se podařilo prolomit jejich linie na začátku října a Bosanski Brod dobýt. Většina zbývajících chorvatských sil se stáhla na sever do Chorvatska. HV-HVO nadále držely enklávu Orašje a v listopadu dokázaly odrazit útok VRS.
21. června 1992 vstoupily bosňácké síly do bosenskosrbské vesnice Ratkovići poblíž Srebrenice a povraždily 24 srbských civilistů.
V červnu 1992 byl UNPROFOR, původně dislokovaný v Chorvatsku, rozšířen do Bosny a Hercegoviny, původně k ochraně mezinárodního letiště v Sarajevu. V září byla role UNPROFOR rozšířena o ochranu humanitární pomoci a pomoc při poskytování pomoci v celé Bosně a Hercegovině a také o pomoc při ochraně civilních uprchlíků, když to vyžaduje Červený kříž.
4. srpna 1992 se IV. rytířská motorizovaná brigáda ARBiH pokusila prorazit kruh obklopující Sarajevo a mezi ARBiH a VRS a kolem poškozené továrny FAMOS na předměstí Hrasnica došlo k tvrdé bitvě. VRS útok odrazila, ale nedokázala přemoci Hrasnicu v rozhodujícím protiútoku.
12. srpna 1992 byl název Srbské republiky Bosna a Hercegovina změněn na Republika Srpska (RS). V listopadu 1992 bylo 1000 čtverečních kilometrů (400 sq mi) východní Bosny pod muslimskou kontrolou.

#### Chorvatsko-bosňácké vztahy na konci roku 1992
Chorvatsko-bosňácká aliance, vytvořená na začátku války, nebyla často harmonická. Existence dvou paralelních velení způsobila problémy při koordinaci obou armád proti VRS. Pokus o vytvoření společného vojenského velitelství HVO a TO v polovině dubna selhal. 21. července 1992 byla mezi Tuđmanem a Izetbegovićem podepsána Dohoda o přátelství a spolupráci, která navázala vojenskou spolupráci mezi oběma armádami. Na zasedání konaném 6. srpna přijalo bosenské předsednictví HVO jako nedílnou součást bosenských ozbrojených sil.
Navzdory těmto pokusům se napětí v průběhu druhé poloviny roku 1992 neustále zvyšovalo. K ozbrojenému konfliktu došlo na začátku května v Busovači a k dalšímu 13. června. 19. června vypukl v Novém Travniku konflikt mezi jednotkami TO na jedné straně a jednotkami HVO a HOS na straně druhé. Incidenty byly také zaznamenány v červenci v Konjici a během srpna v Kiseljaku a chorvatské osadě Stup v Sarajevu. 14. září prohlásil Ústavní soud Bosny a Hercegoviny vyhlášení Hercegoviny za protiústavní.
18. října přerostl spor o čerpací stanici u Nového Travniku, kterou sdílely obě armády, v ozbrojený konflikt v centru města. Situace se zhoršila poté, co byl 20. října poblíž Travniku zabit velitel HVO Ivica Stojak. Téhož dne eskalovaly boje o zátaras ARBiH na hlavní silnici údolím Lašvy. Spontánní střety se rozšířily po celém regionu a měly za následek téměř 50 obětí, dokud UNPROFOR dne 21. října nevyjednalo příměří. 23. října začala velká bitva mezi ARBiH a HVO ve městě Prozor v severní Hercegovině a vyústila ve vítězství HVO.
29. října VRS dobyla Jajce. Město bylo bráněno jak HVO, tak ARBiH, ale nedostatek spolupráce, stejně jako výhoda ve velikosti jednotek a palebné síle pro VRS, vedly k pádu města. Chorvatští uprchlíci z Jajce uprchli do Hercegoviny a Chorvatska, zatímco asi 20 000 bosenských uprchlíků se usadilo v Travniku, Novém Travniku, Vitezu, Busovače a vesnicích poblíž Zenice. Navzdory říjnovým konfrontacím a tomu, že obě strany obviňovaly druhou z pádu Jajce, nedošlo k žádným velkým střetům a stále platila všeobecná vojenská aliance. Tuđman a Izetbegović se setkali v Záhřebu 1. listopadu 1992 a dohodli se na vytvoření společného velení HVO a ARBiH.

### 1993

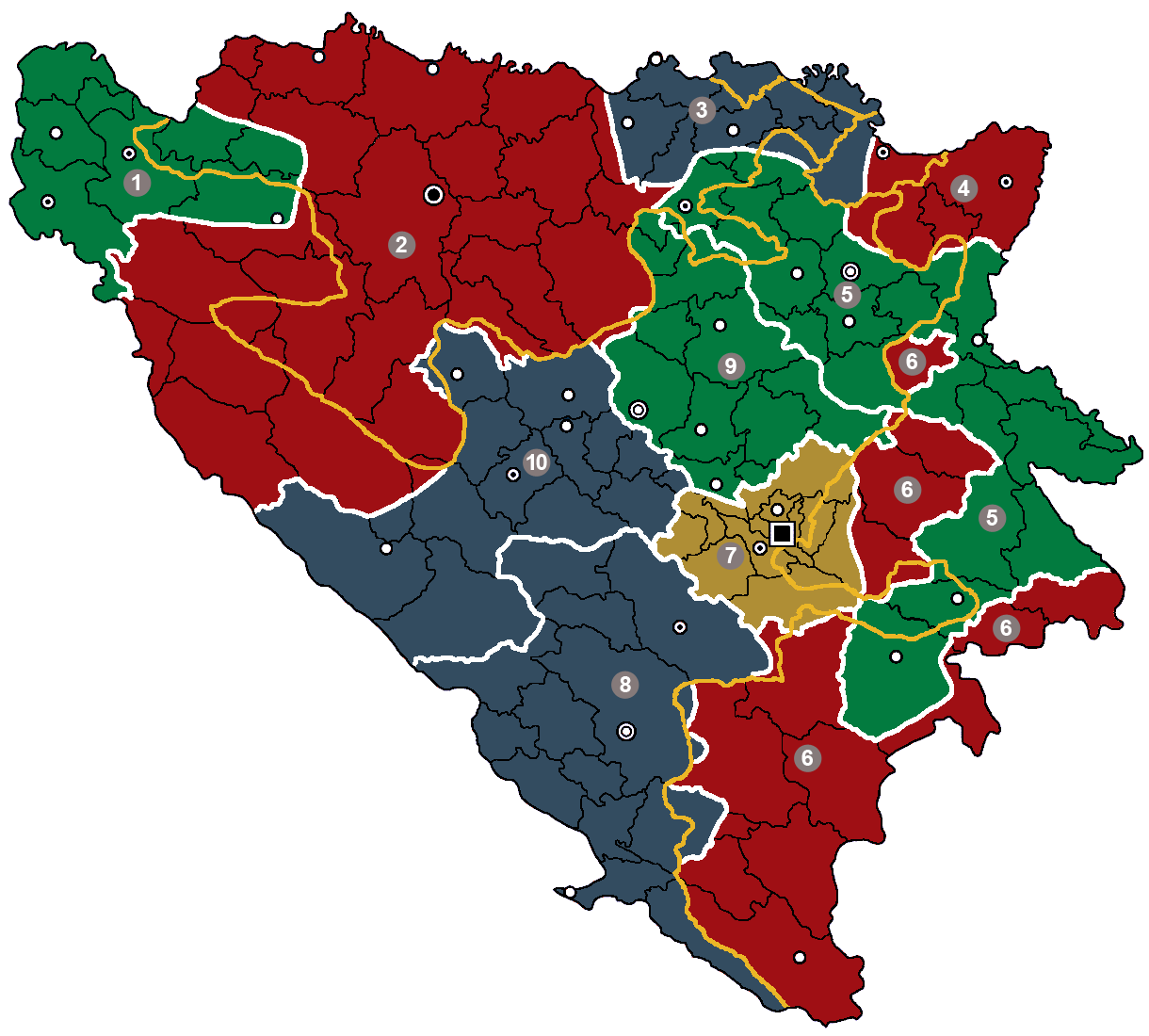
První verze Vance-Owenova plánu, který měl zřídit 10 provincií
bosňácké provincie
chorvatské provincie
srbské provincie
Distrikt Sarajevo
Současné administrativní hranice

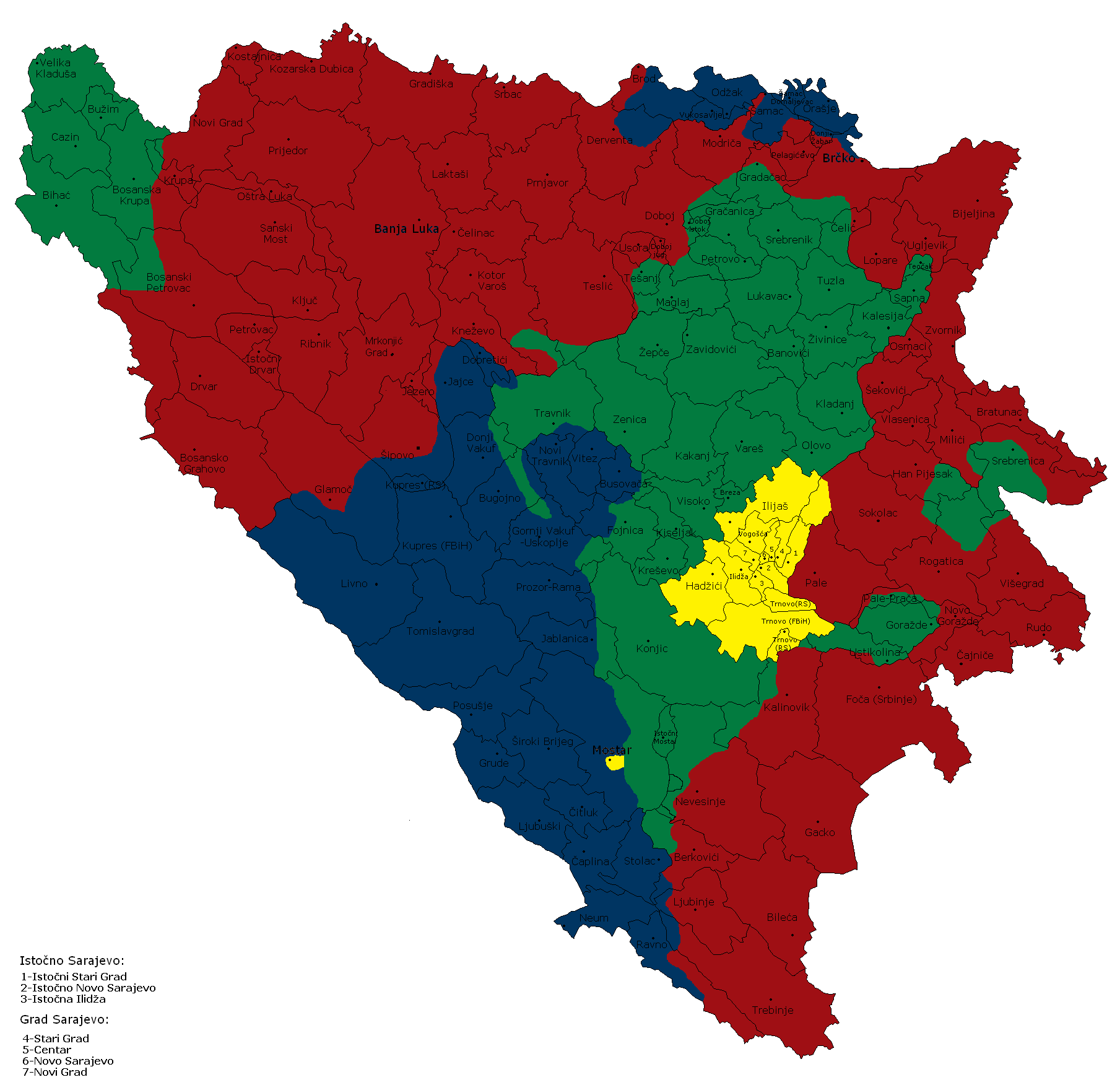
Owen–Stoltenbergův plán.

7. ledna 1993, na pravoslavné Vánoce, zaútočila 8. operační jednotka Srebrenica, jednotka ARBiH pod velením Nasera Oriće, na vesnici Kravica u Bratunacu. Při útoku zemřelo 46 Srbů: 35 vojáků a 11 civilistů. Během války zahynulo v Bratunacu 119 srbských civilistů a 424 srbských vojáků. Republika Srbská tvrdila, že síly ARBiH zapalovaly srbské domy a masakrovaly civilisty. Nebylo to však možné nezávisle ověřit během procesů ICTY, které dospěly k závěru, že mnoho domů bylo již dříve zničeno a že obléhání Srebrenice způsobilo hlad, což Bosňáky přimělo zaútočit na nedaleké srbské vesnice, aby získali jídlo a zbraně, aby přežili. V roce 2006 byl Orić shledán vinným Mezinárodním trestním tribunálem pro bývalou Jugoslávii (ICTY) na základě obvinění, že nezabránil vraždě Srbů, ale následně byl po odvolání zproštěn všech obvinění.
8. ledna 1993 zabily srbské síly místopředsedu vlády RBiH Hakiju Turajliće poté, co zastavily konvoj OSN přepravující ho z letiště.
16. ledna 1993 zaútočili vojáci ARBiH na bosenskosrbskou vesnici Skelani nedaleko Srebrenice. 69 lidí bylo zabito, 185 bylo zraněno. Mezi oběťmi bylo 6 dětí.
OSN, Spojené státy a Evropské společenství (ES) navrhly řadu mírových plánů, ale na válku měly malý dopad. Mezi ně patřil Vance-Owenův mírový plán, představený v lednu 1993. Plán představili zvláštní vyslanec OSN Cyrus Vance a zástupce EK David Owen. Představoval Bosnu a Hercegovinu jako decentralizovaný stát s deseti autonomními provinciemi.
22. února 1993 přijala Rada bezpečnosti OSN rezoluci 808, která rozhodla, „že bude zřízen mezinárodní tribunál pro stíhání osob odpovědných za vážná porušení mezinárodního humanitárního práva“. Ve dnech 15.–16. května byl Vance-Owenův mírový plán v referendu zamítnut.
Mírový plán byl některými považován za jeden z faktorů vedoucích k eskalaci chorvatsko-bosňáckého konfliktu ve střední Bosně.
25. května 1993 byl rezolucí Rady bezpečnosti Organizace spojených národů 827 formálně zřízen Mezinárodní trestní tribunál pro bývalou Jugoslávii (ICTY). 31. března 1993 vydala Rada bezpečnosti OSN rezoluci 816, vyzývající členské státy, aby prosadily bezletovou zónu nad Bosnou a Hercegovinou. 12. dubna 1993 zahájilo NATO k posílení této bezletové zóny operaci Deny Flight.
Koncem července vstoupili zástupci tří bojujících stran v Bosně do nového kola jednání. 20. srpna ukázali mediátoři OSN Thorvald Stoltenberg a David Owen mapu, která by připravila půdu pro rozdělení Bosny na tři etnické státy. Bosenští Srbové by dostali 52 procent území Bosny, muslimové 30 procent a bosenští Chorvati 18 procent. Alija Izetbegović 29. srpna plán odmítl.

#### Vypuknutí chorvatsko-bosňácké války

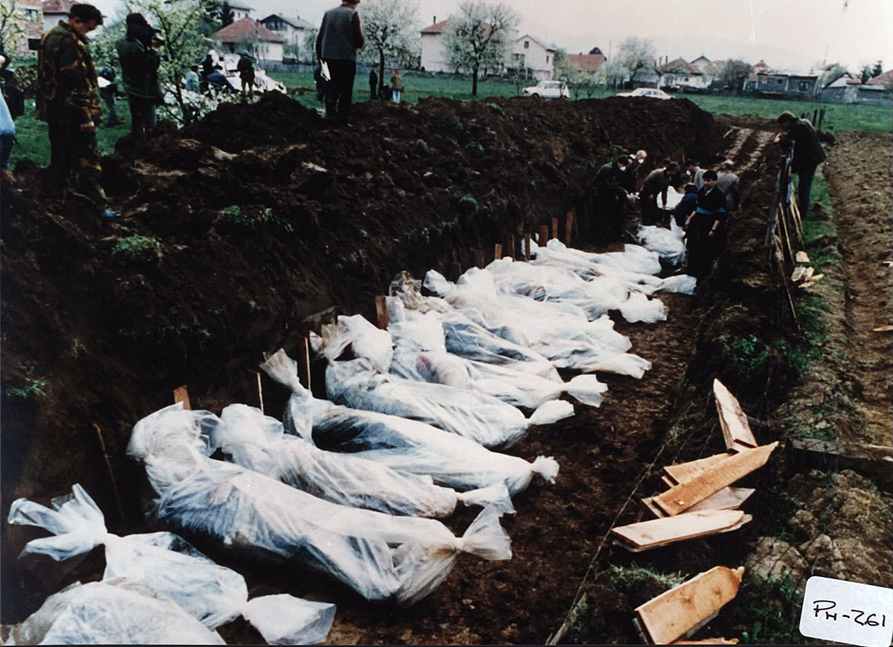
Těla Chorvatů zabitých v dubnu 1993 v okolí Vitezu.

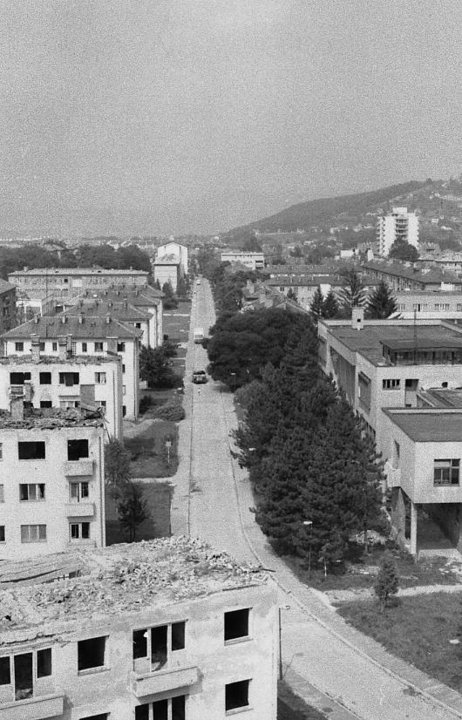
Novi Travnik v roce 1993 během Chorvatsko-bosňácké války

Většinu roku 1993 ovládala chorvatsko-bosňácká válka. Začátkem ledna se HVO a ARBiH střetly v Gornjim Vakufu ve střední Bosně. Po několika dnech bojů bylo zprostředkováním UNPROFOR dosaženo dočasného příměří. Válka se v druhé polovině ledna rozšířila z Gornjiho Vakufu do oblasti Busovača. Busovača byla hlavní křižovatkou komunikačních linií v údolí Lašvy. Do 26. ledna se ARBiH zmocnila kontroly nad několika vesnicemi v oblasti, včetně Kaćuni a Bilalovace na silnici Busovača–Kiseljak, čímž se Kiseljak izoloval od Busovači. V oblasti Kiseljaku ARBiH zajistila vesnice severovýchodně od města Kiseljak, ale většina obce a samotného města zůstaly pod kontrolou HVO. 26. ledna bylo ARBiH zabito šest válečných zajatců a jeden srbský civilista ve vesnici Dusina severně od Busovači. Boje v Busovači také vedly k řadě bosňáckých civilních obětí.
30. ledna se ve Vitezu sešli představitelé ARBiH a HVO spolu se zástupci UNPROFOR a dalšími zahraničními pozorovateli a podepsali příměří v oblasti střední Bosny, které vstoupilo v platnost následující den. Situace byla stále napjatá, takže Enver Hadžihasanović, velitel 3. sboru ARBiH, a Tihomir Blaškić, velitel Operační zóny HVO Střední Bosna, měli 13. února schůzku, kde byla vytvořena společná komise ARBiH-HVO k řešení incidentů. Lednové příměří ve střední Bosně vydrželo během následujících dvou měsíců a v prvních týdnech dubna, navzdory četným menším incidentům. Chorvati připisovali eskalaci konfliktu zvýšené islámské politice Bosňáků, zatímco Bosňáci obvinili chorvatskou stranu ze separatismu.

#### Střední Bosna
Začátek dubna byl ve střední Bosně poznamenán řadou menších incidentů mezi bosňáckými a chorvatskými civilisty a vojáky, včetně přepadení, vražd a ozbrojených střetů. Nejzávažnějšími incidenty byly únosy čtyř členů HVO u Nového Travniku a velitele HVO Živka Totiće u Zenice mudžahedíny. Zástupci ARBiH popřeli jakoukoli účast na těchto incidentech a byla vytvořena společná komise ARBiH-HVO, která je prošetří. Personál HVO byl následně v květnu vyměněn za válečné zajatce, kteří byli zatčeni HVO. Dubnové incidenty přerostly 15. dubna v ozbrojený konflikt v oblasti Vitezu, Busovače, Kiseljaku a Zenice. Přesila HVO v opčině Zenica byla rychle poražena a následoval velký exodus chorvatských civilistů.
V opčině Busovača ARBiH získala určitou pozici a způsobila HVO těžké ztráty, ale HVO držela město Busovača a křižovatku Kaonik mezi Busovačou a Vitezem. ARBiH nedokázala rozdělit enklávu Kiseljak drženou HVO na několik menších částí a izolovat město Fojnica od Kiseljaku. Mnoho bosenských civilistů bylo zadrženo nebo donuceno opustit Kiseljak.
V oblasti Vitezu použil Blaškić své omezené síly k provádění kazících útoků proti ARBiH, čímž zabránil ARBiH přeříznout silnici Travnik–Busovača a zmocnit se továrny na výbušniny SPS ve Vitezu. 16. dubna zahájila HVO kazící útok na vesnici Ahmići, východně od Vitezu. Poté, co útočící jednotky prolomily linie ARBiH a vstoupily do vesnice, šly skupiny nepravidelných jednotek HVO od domu k domu, zapalovaly je a zabíjely civilisty. Když chorvatské síly dorazily do Ahmići, nechaly všechny Chorvaty na pokoji a poté ve vesnici zmasakrovaly muslimy, kteří nemohli včas uprchnout. Masakr v Ahmići měl za následek více než 100 zabitých bosenských civilistů. Masakr byl objeven mírovými jednotkami Organizace spojených národů z 1. praporu, Cheshire Regiment, britské armády, pod velením plukovníka Boba Stewarta. Bosenská vláda vytvořila pomník věnovaný všem 116 obětem. Jinde v oblasti HVO zablokovala síly ARBiH ve čtvrti Stari Vitez ve Vitezu a zabránila postupu ARBiH na jih od města. 24. dubna zaútočily síly mudžahedínů na vesnici Miletići severovýchodně od Travniku a zabily čtyři chorvatské civilisty. Zbytek zajatých civilistů byl odvezen do tábora Poljanice. Konflikt se však nerozšířil do Travniku a Nového Travniku, ačkoli jak HVO, tak ARBiH přivedly z této oblasti posily. 25. dubna Izetbegović a Boban podepsali dohodu o příměří. Náčelník štábu ARBiH Sefer Halilović a náčelník štábu HVO Milivoj Petković se scházeli každý týden, aby řešili přetrvávající problémy a zavedli příměří. Příměří však nebylo na zemi dodržováno a síly HVO a ARBiH byly až do 30. dubna stále angažovány v oblasti Busovača.

#### Hercegovina

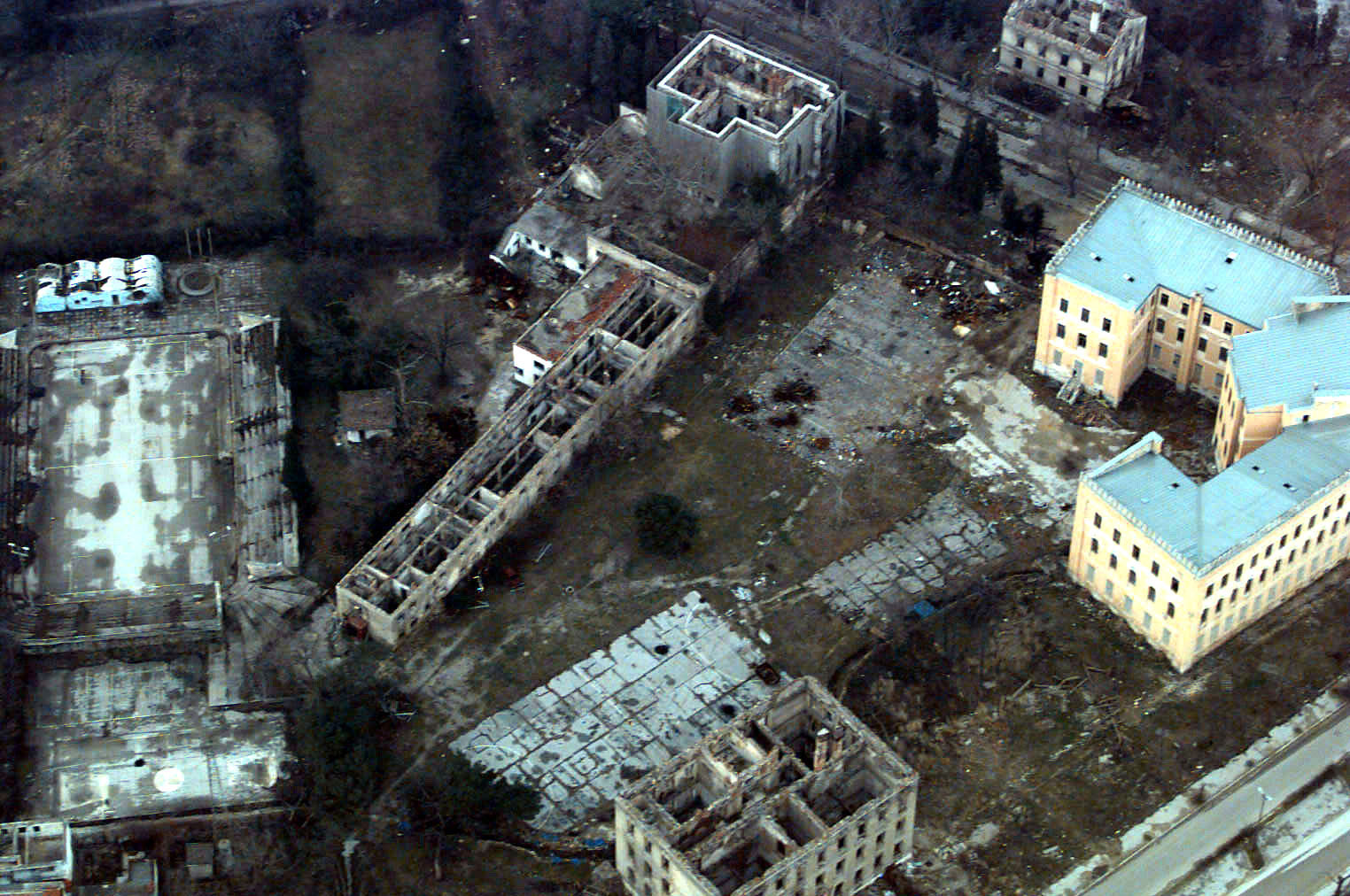
Letecký snímek zničených budov v Mostaru

Chorvatsko-bosňácká válka se 14. dubna rozšířila ze střední Bosny do severní Hercegoviny útokem ARBiH na vesnici mimo Konjic ovládanou HVO. HVO odpovědělo obsazením tří vesnic severovýchodně od Jablanice. 16. dubna bylo ARBiH zabito 15 chorvatských civilistů a 7 válečných zajatců ve vesnici Trusina severně od Jablanice. Bitvy u Konjice a Jablanice trvaly až do května, přičemž ARBiH převzala plnou kontrolu nad oběma městy a menšími okolními vesnicemi.
V polovině dubna se Mostar stal rozděleným městem s většinovou chorvatskou západní částí ovládanou HVO a většinovou bosenskou východní částí ovládanou ARBiH. Bitva o Mostar začala 9. května, kdy se východní i západní část města dostala pod dělostřeleckou palbu. Následovaly urputné pouliční boje, které navzdory příměří podepsanému 13. května Milivojem Petkovićem a Seferem Halilovićem pokračovaly až do 21. května. HVO zřídilo zajatecké tábory v Dretelji u Čapljiny a na Heliodromu, zatímco ARBiH vytvořila zajatecké tábory v Potoči a ve škole ve východním Mostaru. Bitva se opět rozhořela 30. června. ARBiH zajistila severní přístupy k Mostaru a východní části města, ale jejich postup na jih byl odražen HVO.

#### Útoky v červnu a červenci

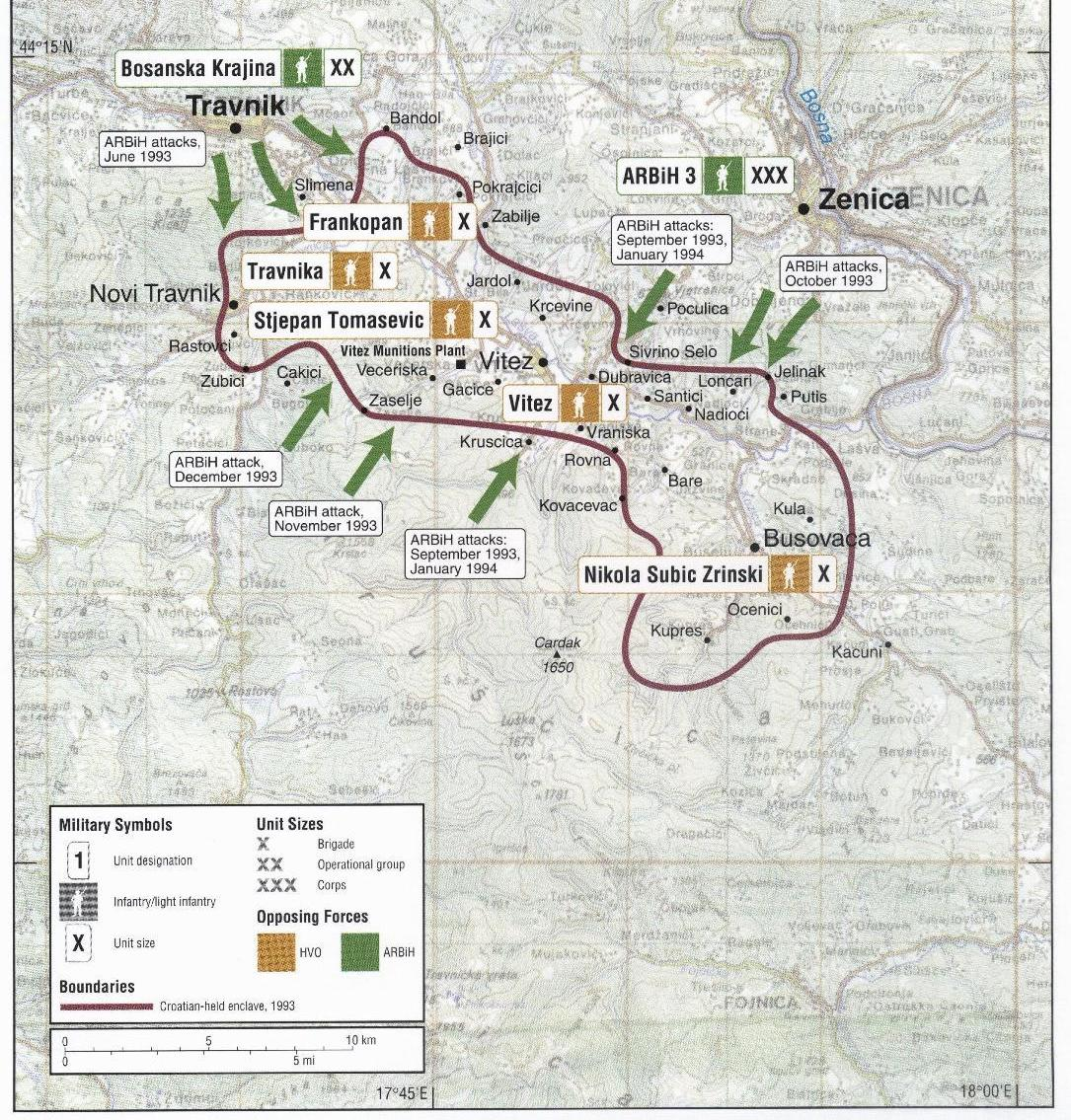
Frontové linie v údolí Lašvy v roce 1993 mezi ARBiH a HVO, včetně měst Novi Travnik, Vitez a Busovača

V prvním červnovém týdnu zaútočila ARBiH na velitelství HVO ve městě Travnik a jednotky HVO umístěné v předních liniích proti VRS. Po třech dnech pouličních bojů byly přečíslené síly HVO poraženy, přičemž tisíce chorvatských civilistů a vojáků prchaly na nedaleké území ovládané Srby, protože byli odříznuti od pozic držených HVO. Ofenzíva ARBiH pokračovala východně od Travniku, aby zajistila cestu do Zenice, což se podařilo do 14. června. 8. června zabili mudžahedíni poblíž vesnice Bikoši 24 chorvatských civilistů a válečných zajatců.
Podobný vývoj se odehrál v Novém Travniku. 9. června zaútočila ARBiH na jednotky HVO umístěné východně od města, tváří v tvář VRS v Donjim Vakufu, a následující den následovaly v Novém Travniku těžké boje. Do 15. června ARBiH zajistila oblast severozápadně od města, zatímco HVO si ponechala severovýchodní část obce a město Novi Travnik. Bitva pokračovala do července jen s malými změnami na frontových liniích.
HVO ve městě Kakanj bylo přemožena v polovině června a kolem 13–15 000 chorvatských uprchlíků uprchlo do Kiseljaku a Vareše. V enklávě Kiseljak HVO odrazila útok na Kreševo, ale 3. července ztratila Fojnicu. 24. června začala bitva u Žepče, která skončila porážkou ARBiH 30. června. Koncem července ARBiH ovládla Bugojno, což vedlo k odchodu 15 000 Chorvatů. Na městském fotbalovém stadionu byl zřízen zajatecký tábor, kam bylo posláno kolem 800 Chorvatů.
Na začátku září zahájila ARBiH akci známou jako operace Neretva 93 proti HVO v Hercegovině a střední Bosně na 200 km dlouhé frontě. Byla to jedna z jejich největších ofenzív v roce 1993. ARBiH rozšířila své území západně od Jablanice a zajistila cestu do východního Mostaru, zatímco HVO si ponechala oblast Prozoru a zajistila své síly v týlu v západním Mostaru. Během noci z 8. na 9. září bylo ARBiH při masakru v Grabovici zabito nejméně 13 chorvatských civilistů. Při masakru v Uzdolu 14. září bylo zabito 29 chorvatských civilistů a jeden válečný zajatec.
23. října bylo HVO zabito 37 Bosňáků při masakru ve Stupni Do. Masakr byl použit jako záminka pro útok ARBiH na enklávu Vareš ovládanou HVO na začátku listopadu. Chorvatští civilisté a vojáci opustili Vareš 3. listopadu a uprchli do Kiseljaku. ARBiH vstoupila následujícího dne do Vareše, který byl po dobytí vypleněn.

#### Rozšíření bezpečných oblastí OSN v květnu–červnu 1993
Ve snaze chránit civilisty byla role UNPROFOR v květnu 1993 dále rozšířena na ochranu „bezpečných útočišť“, která Rada bezpečnosti OSN vyhlásila kolem Sarajeva, Goražde, Srebrenice, Tuzly, Žepy a Bihaće v rezoluci 824 ze dne 6. května 1993. 4. června 1993 přijala Rada bezpečnosti OSN rezoluci 836 povolující použití síly ze strany UNPROFOR při ochraně bezpečných zón. 15. června 1993 začala operace Sharp Guard, námořní blokáda v Jaderském moři ze strany NATO a Západoevropské unie, která pokračovala až do jejího zrušení 18. června 1996 po ukončení zbrojního embarga OSN.
HVO a ARBiH pokračovaly v boji bok po boku proti VRS v některých oblastech Bosny a Hercegoviny, včetně bihaćské kapsy, bosenského posáví a oblasti Tešanj. Navzdory určité nevraživosti bojovala v Sarajevu spolu s ARBiH také brigáda HVO čítající asi 1500 vojáků. V jiných oblastech, kde se aliance zhroutila, VRS příležitostně spolupracovaly jak s HVO, tak s ARBiH, prosazovaly místní politiku vyvažování a spojily se se slabší stranou.

### 1994
Nucené deportace Bosňáků z území ovládaných Srby a výsledná uprchlická krize se nadále stupňovaly. Každý měsíc byly z Bosny odváženy tisíce lidí, kteří byli ohroženi z náboženských důvodů. V důsledku toho bylo v Chorvatsku 500 000 uprchlíků a v polovině roku 1994 chorvatské úřady zakázaly vstup skupině 462 uprchlíků prchajících ze severní Bosny a donutily UNPROFOR, aby jim improvizoval úkryt. Mezi 30. březnem a 23. dubnem 1994 zahájili Srbové další velkou ofenzívu proti městu s primárním cílem dobýt Goražde. 9. dubna 1994 pohrozil generální tajemník OSN s odvoláním na bezpečnostní rezoluci 836 nálety na srbské síly, které útočily na enklávu Goražde. Následující dva dny prováděly letouny NATO letecké údery proti srbským tankům a stanovištím. Tyto útoky však drtivou bosenskosrbskou armádu příliš nezastavily. Bosenskosrbská armáda obklíčila 150 vojáků UNPROFOR a v Goražde je vzala jako rukojmí. NATO vědělo, že pokud nedojde k zahraniční intervenci, Goražde padne, a vydalo Srbům ultimátum, kterému byli nuceni vyhovět. Podle podmínek ultimáta museli Srbové do 23. dubna 1994 stáhnout všechny milice do 3 km od města a do 26. dubna 1994 všechno své dělostřelectvo a obrněná vozidla 20 km (12 mil) od města. VRS vyhověla.

#### Masakr v Markale

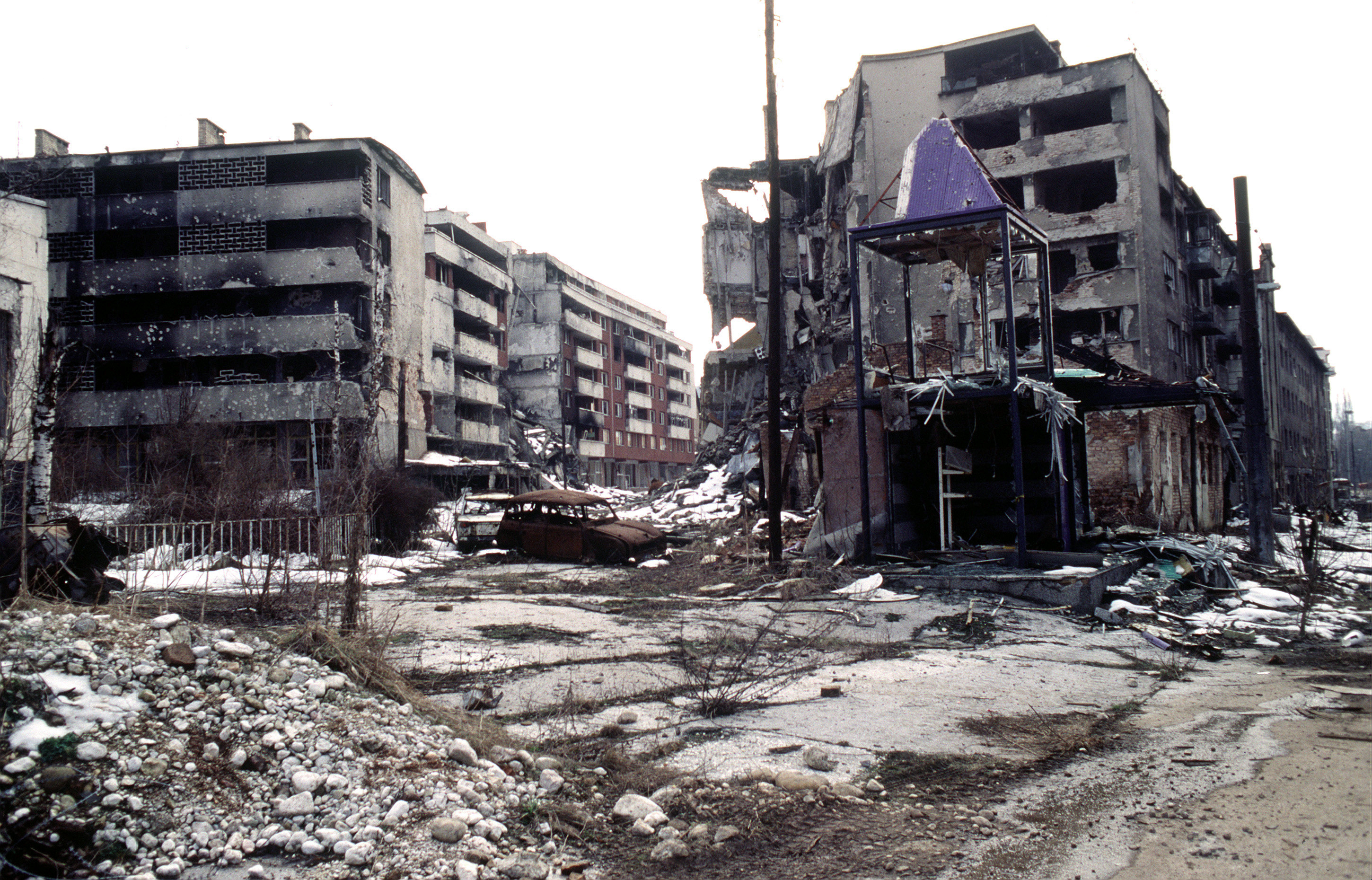
Poškozené budovy v Grbavici během obléhání Sarajeva

5. února 1994 utrpělo Sarajevo nejsmrtelnější útok z celého obležení – první masakr v Markale, kdy do středu přeplněného tržiště dopadl 120milimetrový minometný granát, který zabil 68 lidí a zranil dalších 144. 6. února tajemník OSN- Generál Butrus Butrus-Ghálí formálně požádal NATO, aby potvrdilo, že budoucí žádosti o letecké útoky budou provedeny okamžitě.
9. února 1994 NATO zmocnilo velitele spojeneckých sil v jižní Evropě (CINCSOUTH), amerického admirála Jeremyho Boordu, aby na žádost OSN zahájil letecké útoky proti dělostřeleckým a minometným pozicím v Sarajevu nebo v jeho okolí, které UNPROFOR určil odpovědné za útoky proti civilním cílům. Pouze Řecko nedokázalo letecké údery podpořit, ale návrh nevetovalo.
NATO také vydalo ultimátum bosenským Srbům požadující odstranění těžkých zbraní v okolí Sarajeva do půlnoci z 20. na 21. února, jinak budou čelit náletům. 12. února si Sarajevo užilo svůj první den bez obětí od dubna 1992. Rozsáhlé odstraňování bosenskosrbských těžkých zbraní začalo 17. února 1994.

#### Washingtonská dohoda
Chorvatsko-bosňácká válka skončila podpisem dohody o příměří mezi náčelníkem štábu HVO generálem Ante Rosem a náčelníkem generálního štábu ARBiH generálem Rasimem Delićem 23. února 1994 v Záhřebu. Dohoda vstoupila v platnost 25. února. Mírovou dohodu známou jako Washingtonská dohoda, zprostředkovanou USA, uzavřeli 2. března zástupci Republiky Bosna a Hercegovina, Chorvatska a Herceg-Bosny. Dohoda byla podepsána 18. března 1994 ve Washingtonu. Podle této dohody bylo spojené území v držení HVO a ARBiH rozděleno na autonomní kantony v rámci Federace Bosny a Hercegoviny. Tuđman a Izetbegović také podepsali předběžnou dohodu o konfederaci mezi Chorvatskem a Federací Bosny a Hercegoviny. Chorvatsko-bosňácká aliance byla obnovena, ačkoli problémy, které je rozdělovaly, vyřešeny nebyly.
Prvním vojenským úsilím koordinovaným mezi HVO a ARBiH po Washingtonské dohodě byl postup na Kupres, který byl 3. listopadu 1994 dobyt na VRS. 29. listopadu zahájily HV a HVO v jihozápadní Bosně operaci Zima 94. Po měsíci bojů chorvatské síly zabraly asi 200 čtverečních kilometrů (77 čtverečních mil) území ovládaného VRS a přímo ohrožovaly hlavní zásobovací trasu mezi Republikou srbskou a Kninem, hlavním městem Republiky Srbská Krajina. Hlavního cíle zmírnit tlak na Bihaćskou kapsu nebylo dosaženo, ačkoli ARBiH odrazila útoky VRS na enklávu.

#### UNPROFOR a NATO

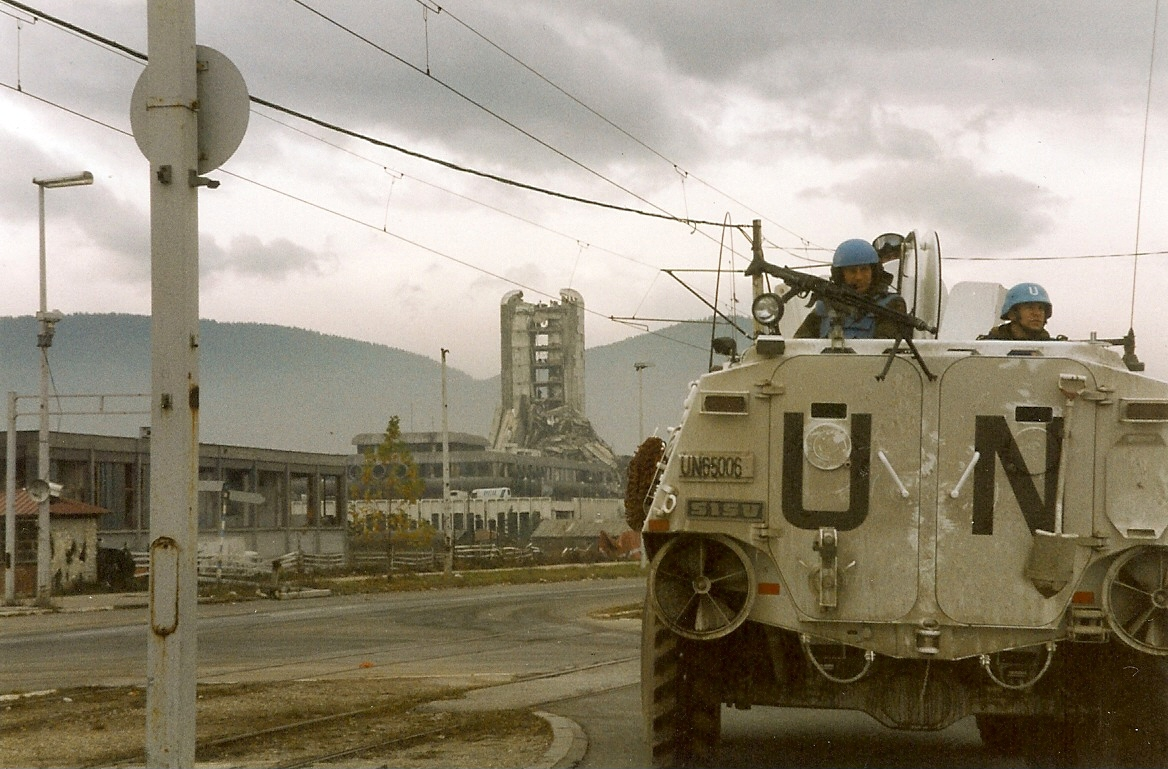
Jednotky OSN na cestě "alejí sniperů" v Sarajevu

NATO se aktivně zapojilo, když jeho letouny sestřelily 28. února 1994 čtyři srbská letadla nad centrální Bosnou za narušení bezletové zóny OSN. 12. března 1994 podaly Ochranné síly OSN (UNPROFOR) svou první žádost o leteckou podporu NATO, ale těsná vzdušná podpora nebyla nasazena kvůli řadě zpoždění spojených se schvalovacím procesem. 20. března dorazil pomocný konvoj se zdravotnickým materiálem a lékaři do Maglaje, města se 100 000 obyvateli, které bylo v obležení od května 1993 a přežívalo ze zásob potravin svržených americkými letadly. Druhý konvoj byl 23. března unesen a vydrancován.
Ve dnech 10.–11. dubna 1994 svolal UNPROFOR letecké údery na ochranu bezpečné oblasti Goražde, což vedlo k bombardování velitelské základny srbské armády u Goražde dvěma americkými letouny F-16. Bylo to poprvé v historii NATO, kdy provedlo letecké útoky. Jako odvetu vzali Srbové 14. dubna jako rukojmí 150 členů personálu OSN. 15. dubna byly prolomeny bosenské vládní linie v okolí Goražde a 16. dubna byl nad Goražde srbskými silami sestřelen britský Sea Harrier.
Okolo 29. dubna 1994 byl dánský mírový kontingent (Nordbat 2) v Bosně, jako součást severského praporu UNPROFOR v Tuzle, přepaden, když se pokoušel uvolnit švédské pozorovací stanoviště (Tango 2), které bylo pod silnou dělostřeleckou palbou bosenskosrbské brigády Šekovići u vesnice Kalesija. Přepadení bylo odraženo, když síly OSN provedly silnou odvetnou palbu, která vešla ve známost jako operace Bøllebank.
12. května přijal americký Senát článek 2042 představený senátorem Bobem Dolem, k jednostrannému zrušení zbrojního embarga proti Bosňanům, ale prezident Clinton jej zamítl. 5. října 1994 prezident podepsal věřejný zákon 103–337 a uvedl, že pokud bosenští Srbové nepřijmou návrh kontaktní skupiny do 15. října, měl by prezident předložit návrh Rady bezpečnosti OSN na ukončení zbrojního embarga a že pokud nebude schváleno do 15. listopadu, mohly by být k vynucení embarga použity pouze prostředky požadované všemi členy OSN podle rezoluce 713, což by embargo fakticky ukončilo. Ve dnech 12.–13. listopadu USA jednostranně zrušily zbrojní embargo proti vládě Bosny.
5. srpna na žádost UNPROFOR zaútočila letadla NATO na cíl v uzavřené zóně Sarajeva poté, co bosenští Srbové zabavili zbraně ze sběrny zbraní poblíž Sarajeva. 22. září 1994 provedla letadla NATO na žádost UNPROFOR letecký útok proti bosenskosrbskému tanku. Operace Amanda byla mise UNPROFOR vedená dánskými mírovými jednotkami, jejímž cílem bylo 25. října 1994 obnovit pozorovací stanoviště u Gradačace v Bosně a Hercegovině.
19. listopadu 1994 Severoatlantická rada schválila rozšíření blízké palebné podpory na Chorvatsko za účelem ochrany sil OSN v této zemi. Letadla NATO zaútočila 21. listopadu na letiště Udbina v Chorvatsku ovládaném Srby v reakci na útoky zahájené z tohoto letiště proti cílům v oblasti Bihaće v Bosně a Hercegovině. 23. listopadu, po útocích na dvě letadla NATO ze stanoviště raket země-vzduch jižně od Otoky (severozápad Bosny a Hercegoviny), byly v této oblasti vedeny letecké údery proti radarům protivzdušné obrany.

### 1995

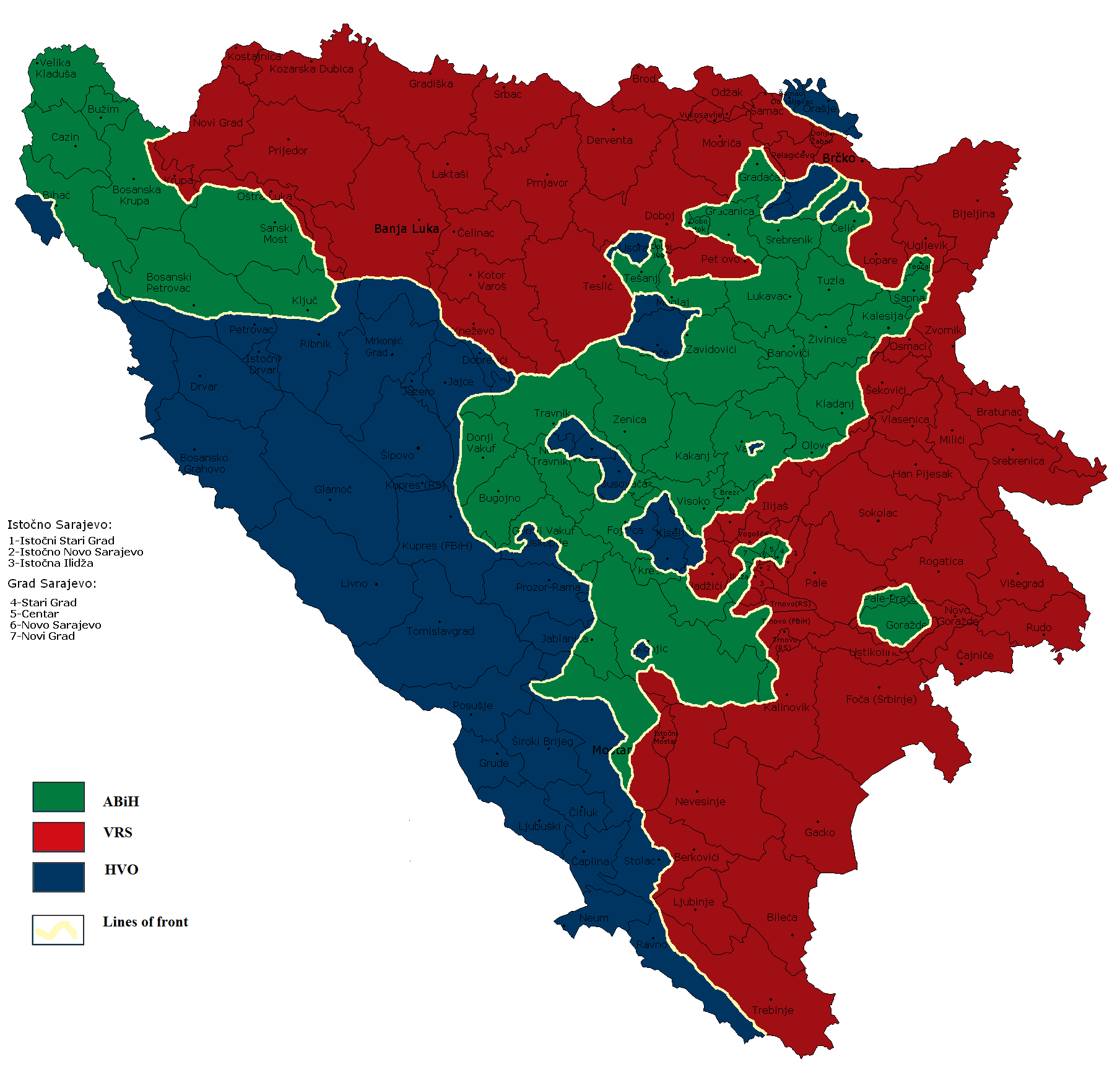
Bosna a Hercegovina před Daytonskou dohodou

25. května 1995 NATO bombardovalo pozice VRS v Pale kvůli jejich neschopnosti vrátit těžké zbraně. VRS poté ostřelovala všechny bezpečné oblasti, včetně Tuzly. Přibližně 70 civilistů bylo zabito a 150 bylo zraněno. Během dubna a června provedly chorvatské síly dvě ofenzívy známé jako Skok 1 a Skok 2. Těmito ofenzívami zajistily zbytek údolí Livna a ohrožovaly město Bosansko Grahovo ovládané VRS.
27. května 1995 došlo ke střetu na mostě Vrbanja. Během bitvy zaútočily prvky bosenskosrbské armády na francouzská pozorovací stanoviště UNPROFOR a zajaly 10 francouzských vojáků. Francouzská armáda, vedená Françoisem Lecointrem, vyslala na most asi 100 mírových jednotek OSN, obsadila místo a brzy poté se VRS stáhla.
11. července 1995 obsadily síly Armády Republiky srbské (VRS) pod velením generála Ratka Mladiće „bezpečnou zónu“ OSN ve Srebrenici ve východní Bosně, kterou obléhali od léta 1992. Z města bylo evakuováno na 25 000 lidí, většinou do oblasti Tuzly. Nejasný zůstal osud asi patnácti tisíc bosňáckých mužů, kteří byli při obsazování města zajati. Část z nich se probila do Tuzly, ostatní byli pobiti. Při masakru ve Srebrenici zabito více než 8 000 mužů (většina žen byla vyhnána na území ovládané Bosnou). Ochranné síly OSN (UNPROFOR), zastoupené na místě 400členným kontingentem nizozemských mírových sil, Dutchbat, nedokázaly zabránit dobytí města VRS a následnému masakru. ICTY označil tuto událost za genocidu v případě Krstić. 25. července 1995 zahájili Srbové „Operaci Stupčanica 95“ s cílem obsadit druhou „bezpečnou oblast OSN“, Žepu. UNPROFOR vyslal do Žepy pouze 79 členů ukrajinských mírových sil.

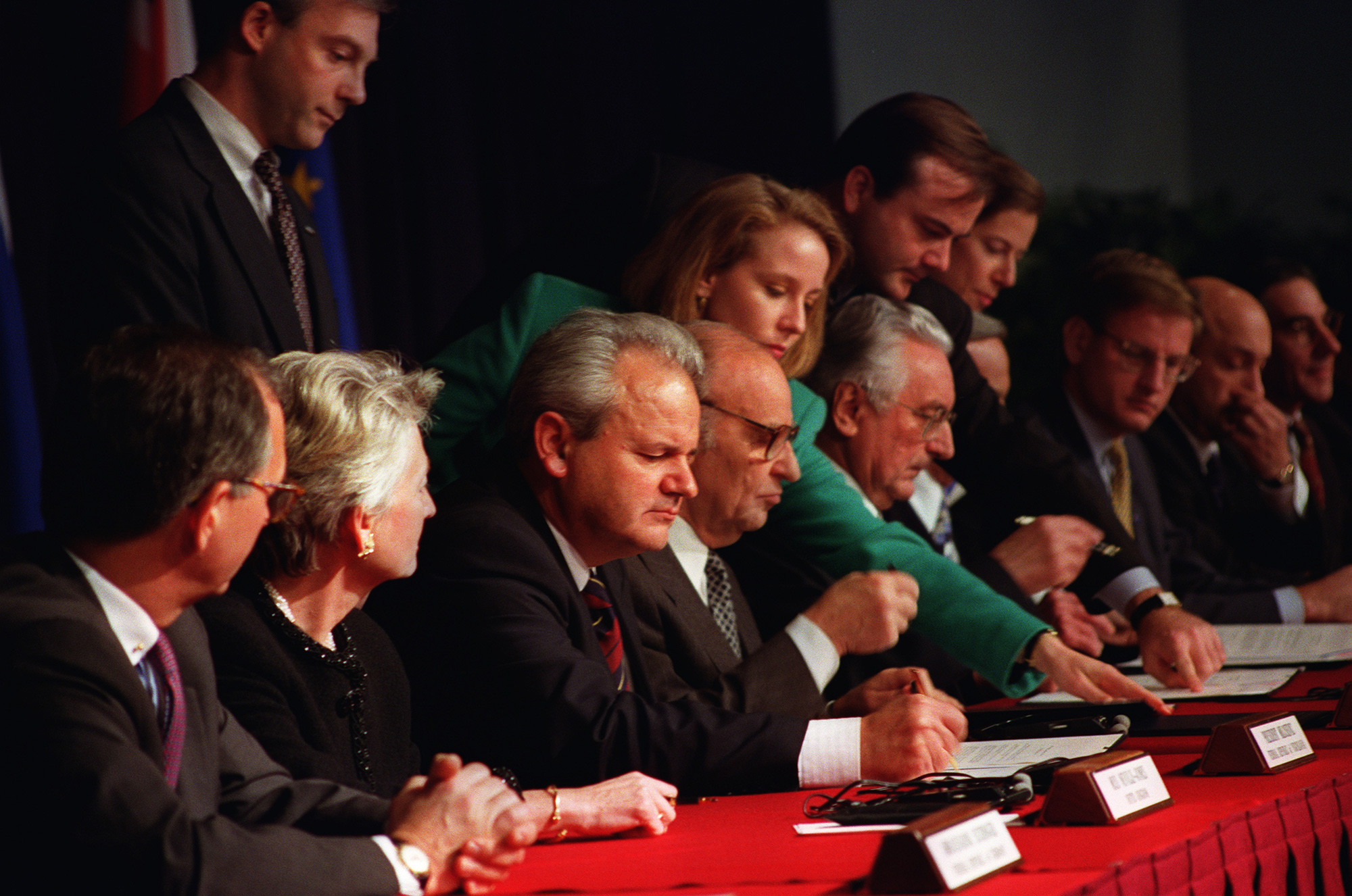
Sedící zleva doprava: Slobodan Milošević, Alija Izetbegović a Franjo Tuđman při podpisu konečné mírové dohody v Paříži 14. prosince 1995.

V souladu se Splitskou dohodou podepsanou mezi Tuđmanem a Izetbegovićem dne 22. července proběhla v západní Bosně společná vojenská ofenzíva HV a HVO s kódovým označením Operace Léto 95. Síly HV-HVO získaly kontrolu nad Glamočí a městem Bosansko Grahovo a izolovaly Knin od Republiky srbské. 4. srpna zahájila HV operaci Bouře, která fakticky rozpustila Republiku srbská Krajina. Bosňácko-chorvatská aliance tak získala ve válce iniciativu a v několika operacích v září a říjnu vzala VRS velkou část západní Bosny. V Novém gradu zahájily chorvatské síly operaci Una, která začala 18. září 1995, kdy HV překročila řeku Una a vstoupila do Bosny. V roce 2006 začaly chorvatské úřady vyšetřovat obvinění z válečných zločinů spáchaných během této operace, konkrétně zabití 40 civilistů v oblasti Bosanska Dubica jednotkami 1. praporu 2. gardové brigády.
HV-HVO během operace Mistral 2 zajistila přes 2 500 čtverečních kilometrů (970 čtverečních mil) území, včetně měst Jajce, Šipovo a Drvar. Ve stejnou dobu ARBiH zaútočila na VRS dále na sever během operace Sana a dobyla několik měst, včetně Bosanska Krupa, Bosanski Petrovac, Ključ a Sanski Most. Protiofenzíva VRS proti ARBiH v západní Bosně byla zahájena 23. a 24. září. Během dvou týdnů byla VRS v blízkosti města Ključ. ARBiH požádala chorvatskou stranu o pomoc a 8. října zahájilo HV-HVO operaci Jižní přesun pod celkovým velením generálmajora HV Ante Gotoviny. VRS ztratila město Mrkonjić Grad, zatímco jednotky HVO se dostaly do 25 kilometrů (16 mil) jižně od Banja Luky.
Na základě Daytonské dohody byly v Bosně a Hercegovině rozmístěny Implementační síly pod vedením NATO (IFOR). Tato jednotka o síle 80 000 mužů byla nasazena za účelem prosazení míru a dalších úkolů, jako je poskytování podpory humanitární a politické pomoci, rekonstrukce, poskytování podpory vysídleným civilistům při návratu do jejich domovů, shromažďování zbraní, min a nevybuchlé munice při vyklízení postižených oblastí.

## Mapy

Bývalá Jugoslávie během války.
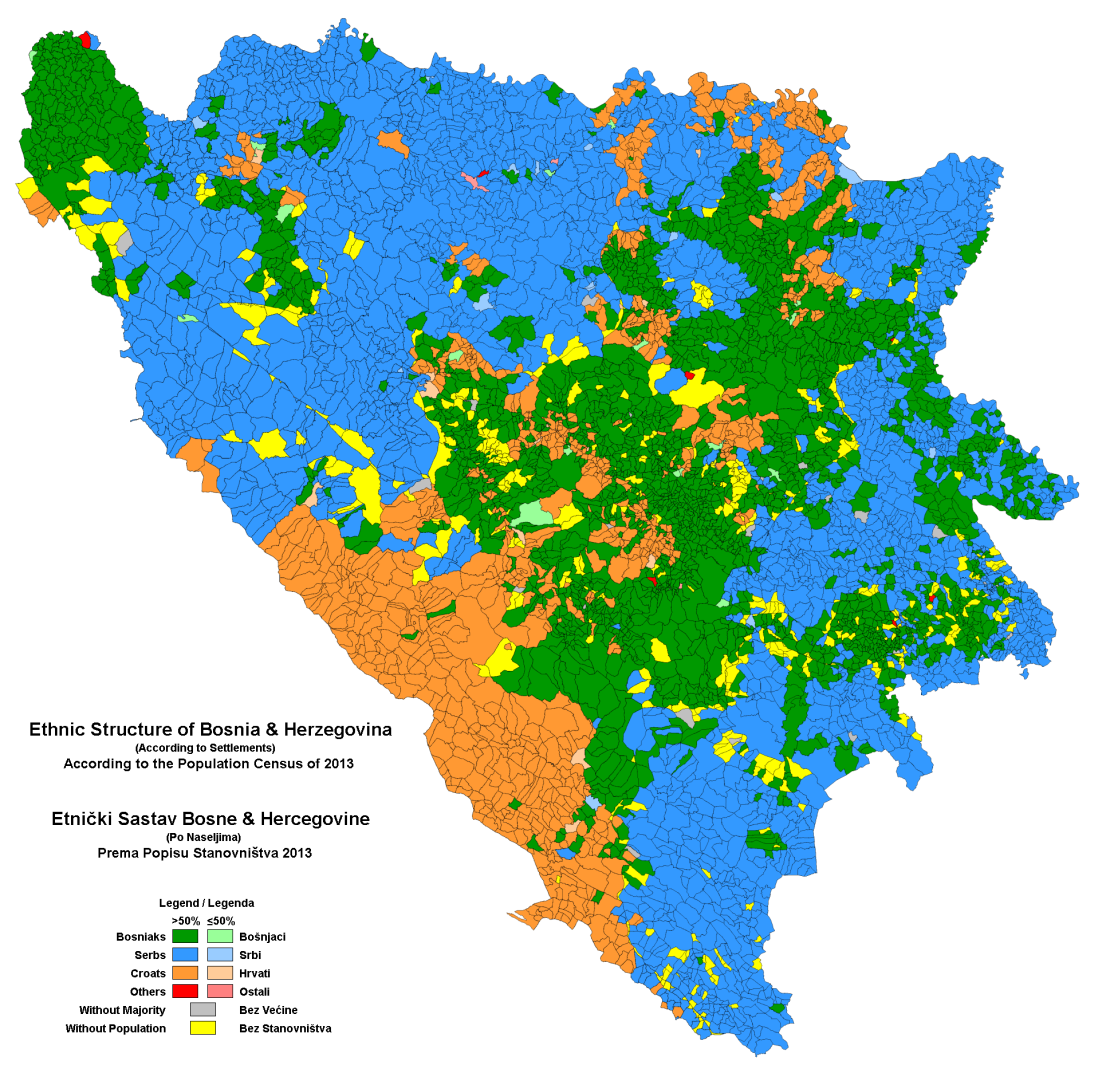
Odhadované etnické složení v roce 2013.
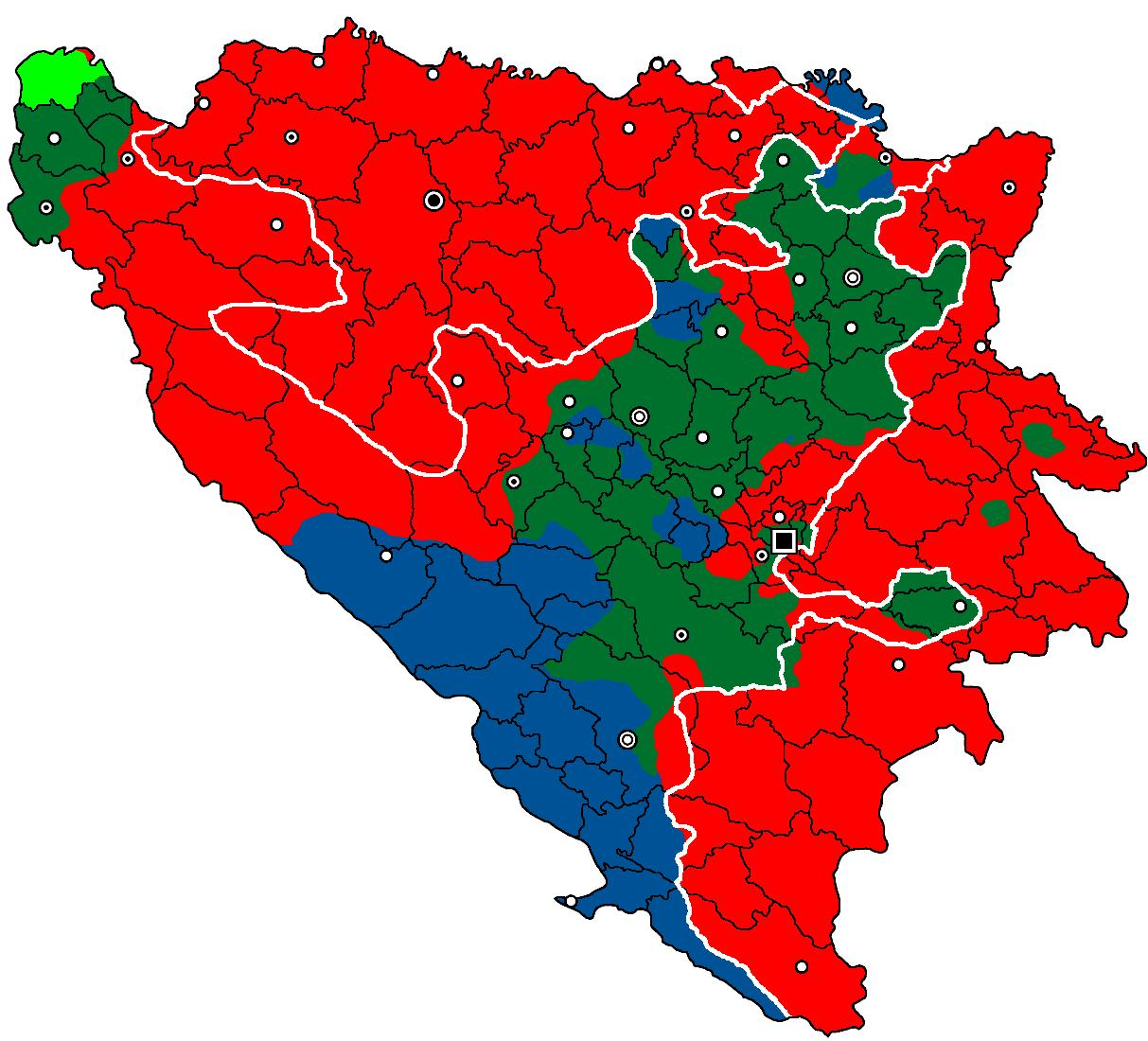
Přední linie v roce 1994, na konci bosensko-chorvatského konfliktu a po Washingtonských dohodách.
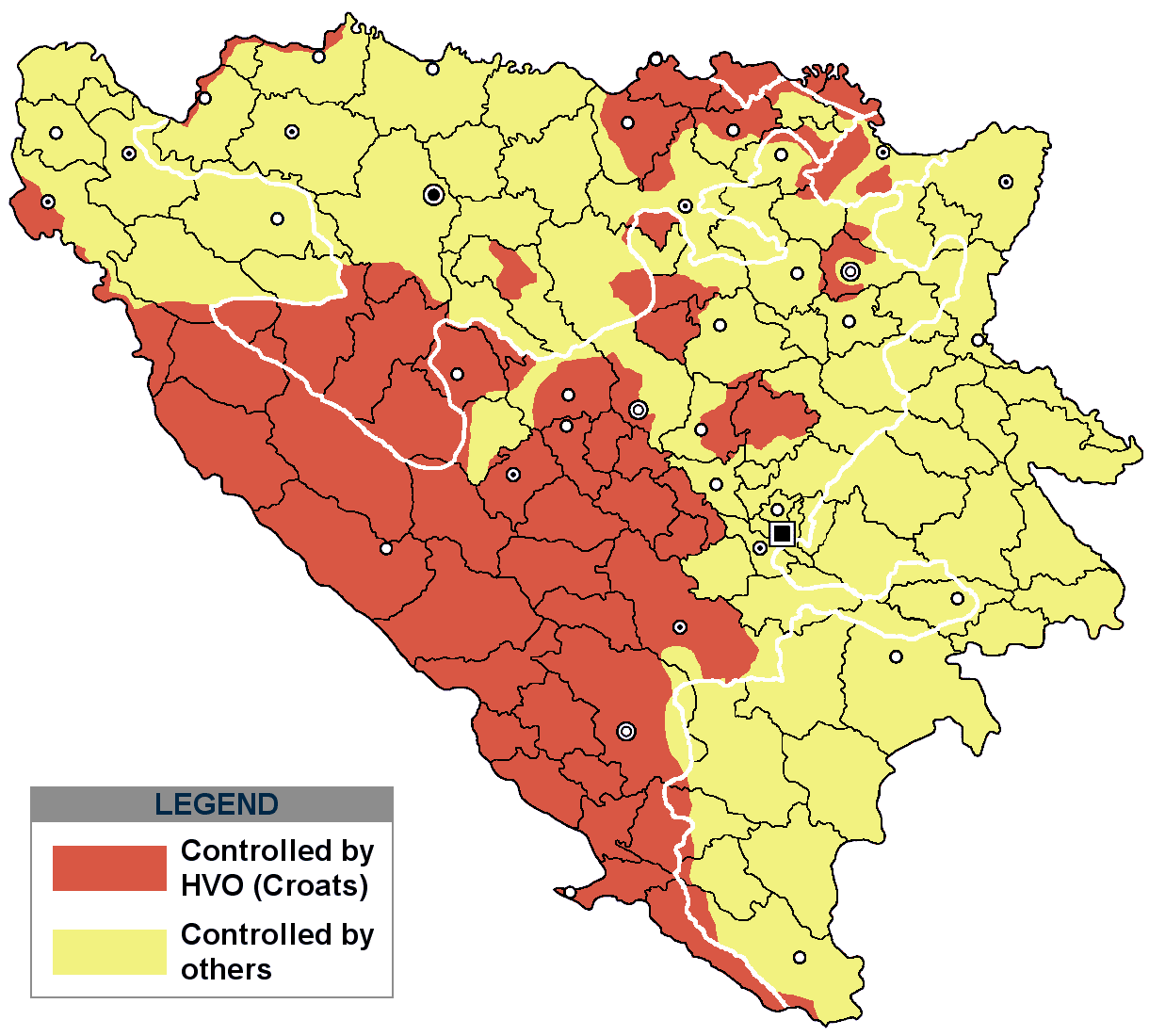
Maximální území kontrolované Chorvaty během války.
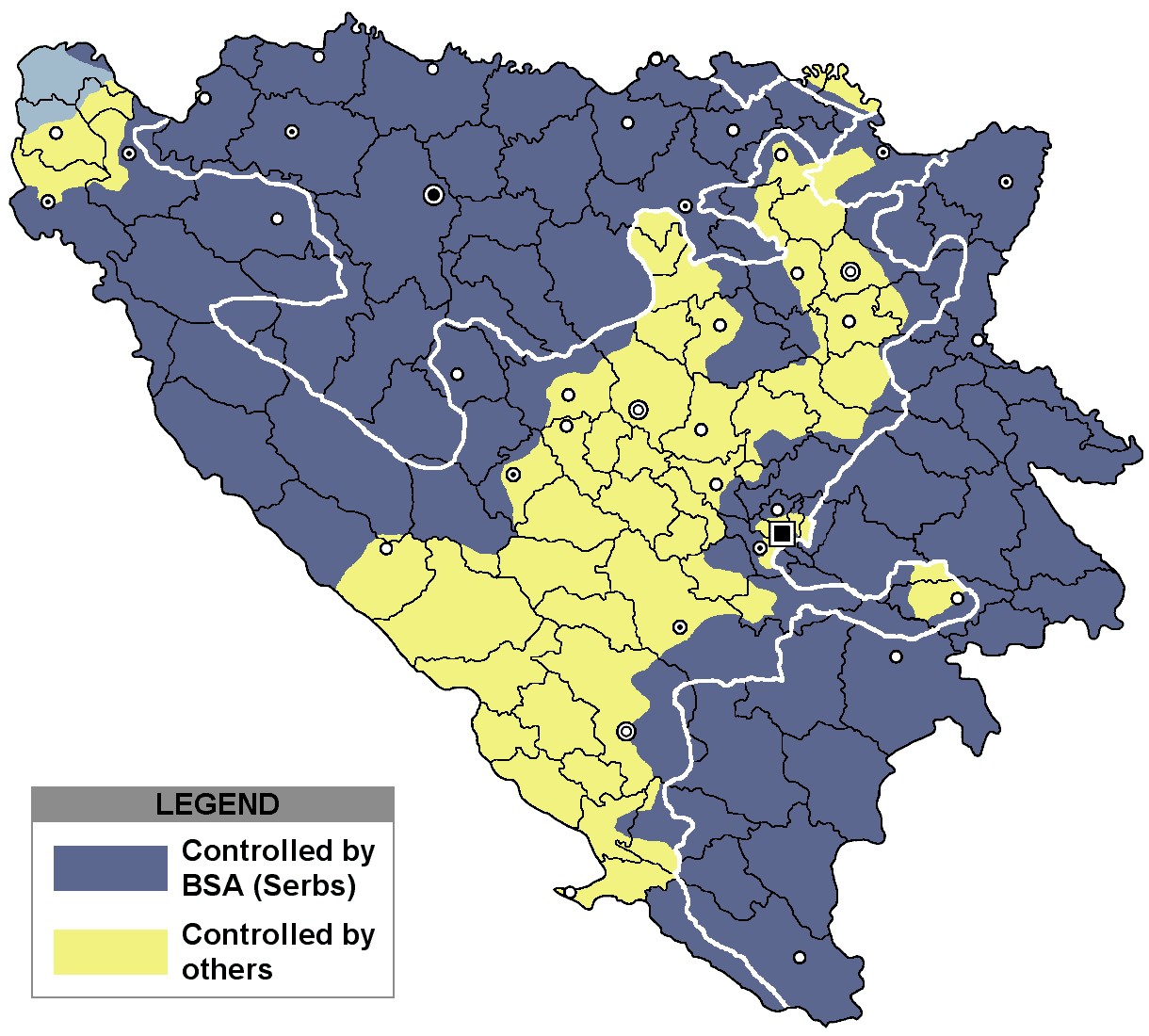
Maximální území kontrolované Srby během války.
Animace kontroly různých republik.